# Miélan
Miélan (Mielan en gascon) est une commune française située dans le département du Gers, en région Occitanie.
Ses habitants sont appelés les Miélanais.
Miélan est une commune rurale qui compte 1 132 habitants en 2022. Ses habitants sont appelés les Miélanais ou  Miélanaises. Sur le plan historique et culturel, la commune est dans le pays d'Astarac, un territoire du sud gersois très vallonné, au sol argileux, qui longe le plateau de Lannemezan.
Exposée à un climat océanique altéré, elle est drainée par l'Osse, le Bouès, le ruisseau de la Bassoue et par divers autres petits cours d'eau. La commune possède un patrimoine naturel remarquable composé de deux zones naturelles d'intérêt écologique, faunistique et floristique.

## Géographie

### Localisation
Miélan est une commune située dans le Gers sur la nationale 21, à mi-distance entre Auch au nord et Tarbes au sud, et à 13 km au sud-ouest de Mirande, entre l'Osse et le Bouès.

### Communes limitrophes
Les communes limitrophes sont  Aux-Aussat, Bazugues, Castex, Estampes, Laas, Laguian-Mazous, Sadeillan, Sainte-Dode et Tillac.
| Tillac                     | Laas   | Bazugues    |
| Aux-Aussat, Laguian-Mazous | Miélan | Sainte-Dode |
| Estampes                   | Castex | Sadeillan   |

### Géologie et relief
La superficie de la commune est de 2 188 hectares. Son altitude varie de 187 à 303 mètres.
Miélan se situe en zone de sismicité 3 (sismicité modérée).

### Hydrographie

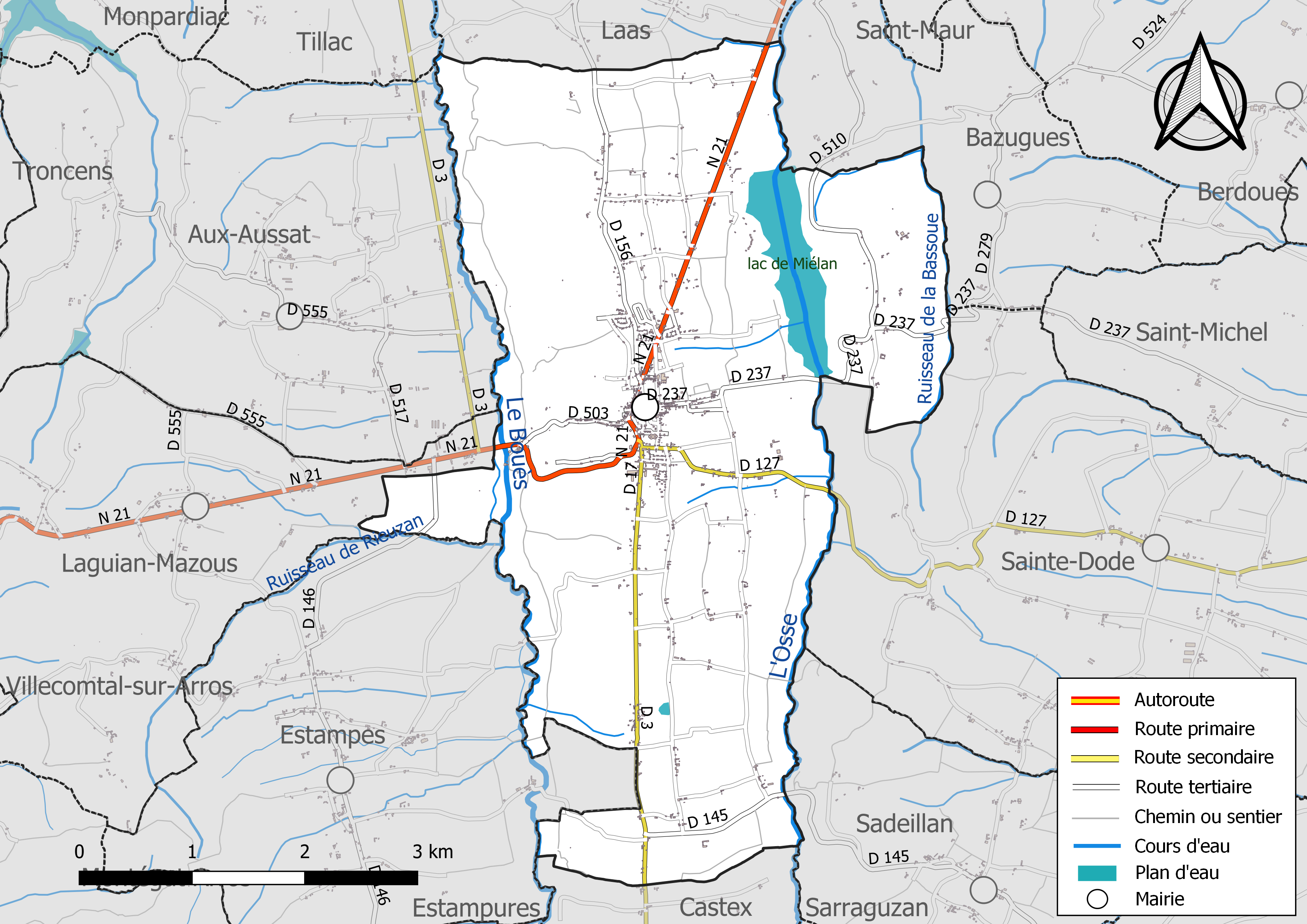
Réseaux hydrographique et routier de Miélan.

La commune est pour partie dans le bassin de l'Adour et pour partie dans le bassin de la Garonne, au sein du bassin hydrographique Adour-Garonne. Elle est drainée par l'Osse, le Bouès, le ruisseau de la Bassoue, un bras du Bouès, bras du bouès et par divers petits cours d'eau, qui constituent un réseau hydrographique de 18 km de longueur totale,.
L'Osse, d'une longueur totale de 120,3 km, prend sa source dans la commune de Bernadets-Debat et s'écoule vers le nord. Il traverse la commune et se jette dans la Gélise à Andiran, après avoir traversé 36 communes.
Le Bouès, d'une longueur totale de 62,5 km, prend sa source dans la commune de Burg et s'écoule vers le nord. Il traverse la commune et se jette dans l'Arros à Beaumarchés, après avoir traversé 32 communes.

### Climat
Pour des articles plus généraux, voir Climat de l'Occitanie et Climat du Gers.
En 2010, le climat de la commune est de type climat océanique altéré, selon une étude s'appuyant sur une série de données couvrant la période 1971-2000. En 2020, Météo-France publie une typologie des climats de la France métropolitaine dans laquelle la commune est toujours exposée à un climat océanique altéré et est dans la région climatique Aquitaine, Gascogne, caractérisée par une pluviométrie abondante au printemps, modérée en automne, un faible ensoleillement au printemps, un été chaud (19,5 °C), des vents faibles, des brouillards fréquents en automne et en hiver et des orages fréquents en été (15 à 20 jours).
Pour la période 1971-2000, la température annuelle moyenne est de 12,8 °C, avec une amplitude thermique annuelle de 14,8 °C. Le cumul annuel moyen de précipitations est de 921 mm, avec 10 jours de précipitations en janvier et 6,7 jours en juillet. Pour la période 1991-2020, la température moyenne annuelle observée sur la station météorologique la plus proche, située sur la commune de Sadeillan à 5 km à vol d'oiseau, est de 13,6 °C et le cumul annuel moyen de précipitations est de 900,9 mm,. Pour l'avenir, les paramètres climatiques de la commune estimés pour 2050 selon différents scénarios d'émission de gaz à effet de serre sont consultables sur un site dédié publié par Météo-France en novembre 2022.

### Milieux naturels et biodiversité
L’inventaire des zones naturelles d'intérêt écologique, faunistique et floristique (ZNIEFF) a pour objectif de réaliser une couverture des zones les plus intéressantes sur le plan écologique, essentiellement dans la perspective d’améliorer la connaissance du patrimoine naturel national et de fournir aux différents décideurs un outil d’aide à la prise en compte de l’environnement dans l’aménagement du territoire.
Une ZNIEFF de type 1 est recensée sur la commune :
le « lac de Miélan » (195 ha), couvrant 3 communes du département et une ZNIEFF de type 2, : 
le « coteau en rive droite du Bouès » (625 ha), couvrant 4 communes du département.

Carte des ZNIEFF de type 1 et 2 à Miélan.
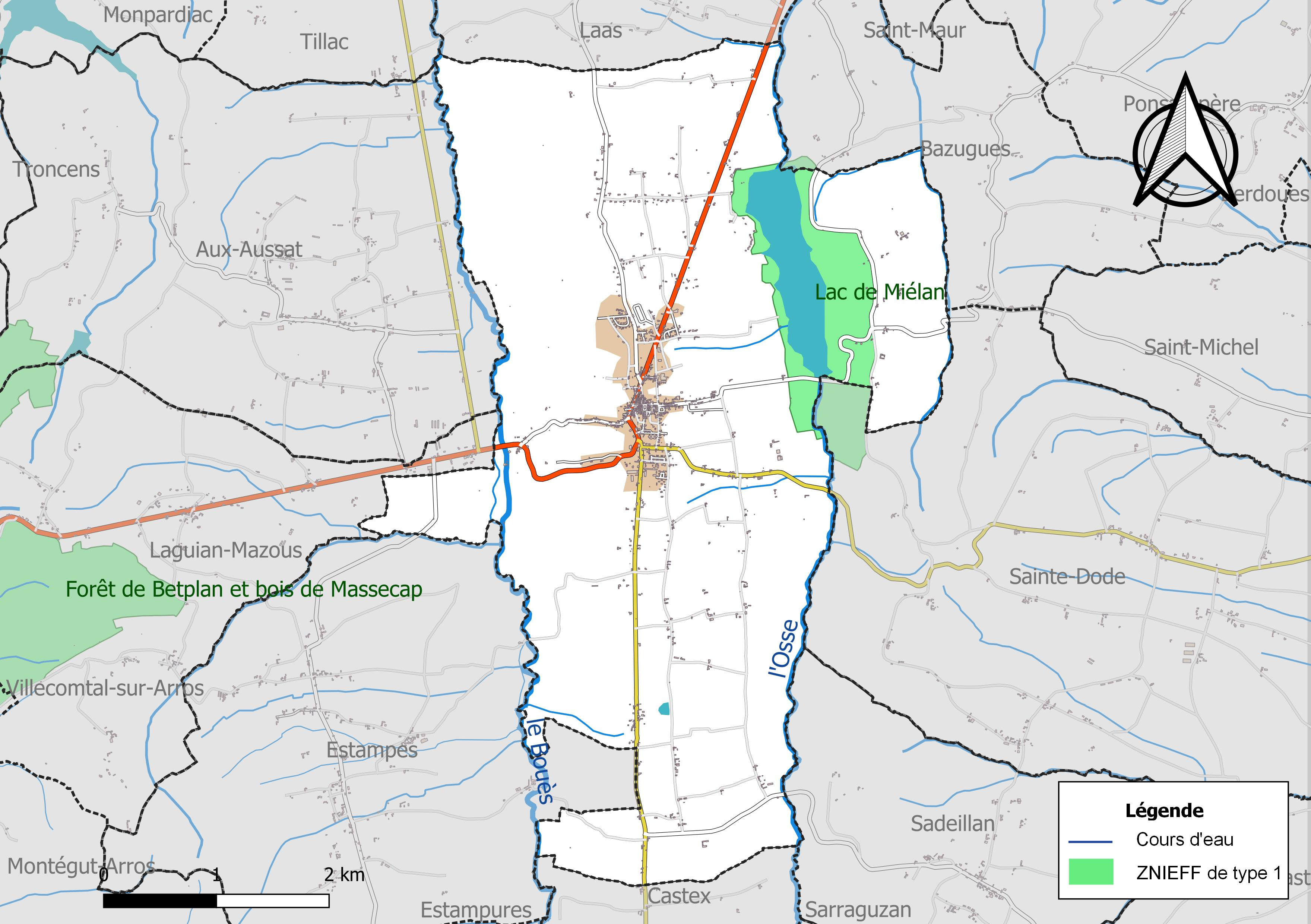
Carte de la ZNIEFF de type 1 sur la commune.
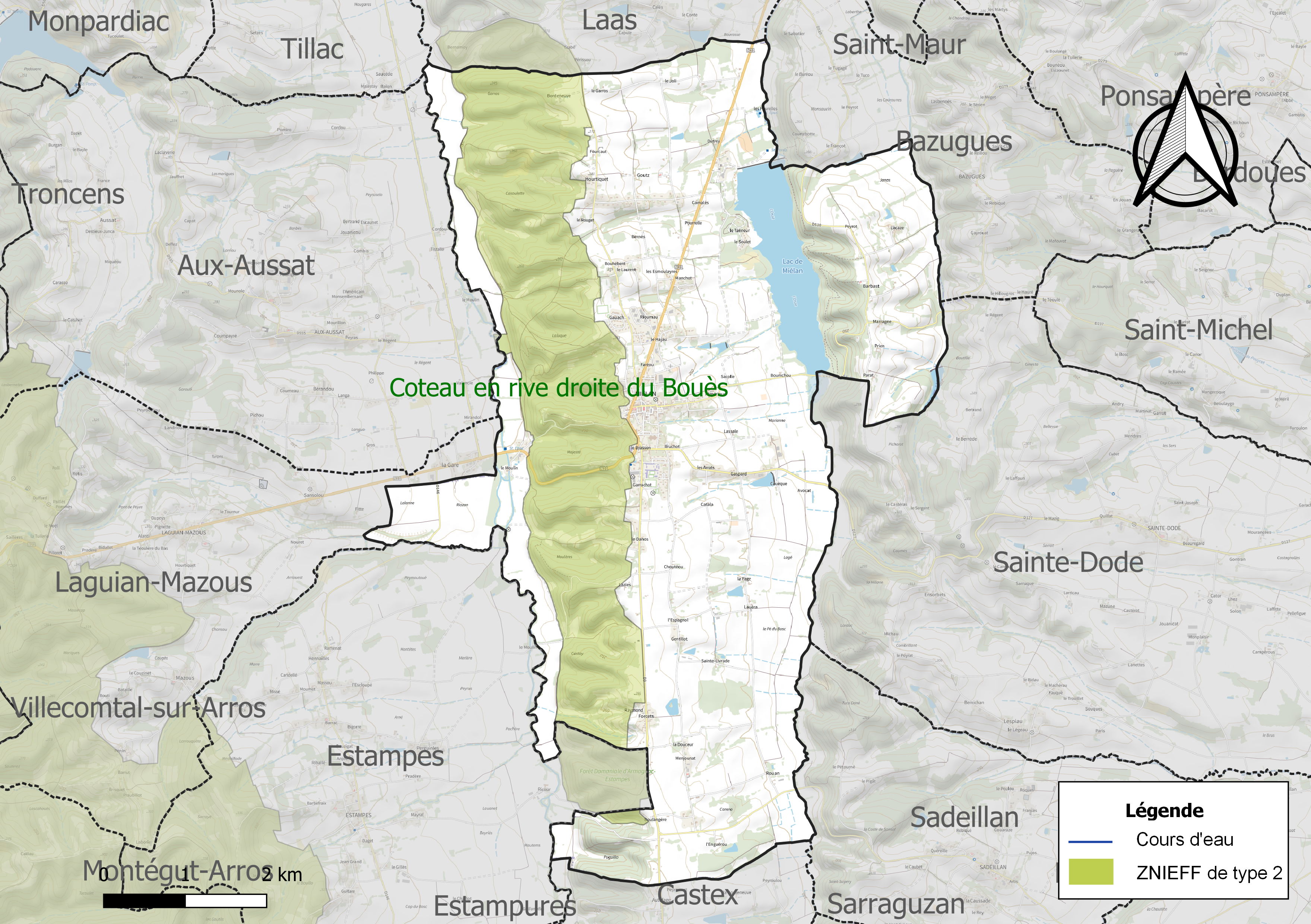
Carte de la ZNIEFF de type 2 sur la commune.

## Urbanisme

### Typologie
Au 1er janvier 2024, Miélan est catégorisée commune rurale à habitat dispersé, selon la nouvelle grille communale de densité à sept niveaux définie par l'Insee en 2022.
Elle est située hors unité urbaine et hors attraction des villes,.

### Occupation des sols
L'occupation des sols de la commune, telle qu'elle ressort de la base de données européenne d’occupation biophysique des sols Corine Land Cover (CLC), est marquée par l'importance des territoires agricoles (70,2 % en 2018), une proportion sensiblement équivalente à celle de 1990 (70,9 %). La répartition détaillée en 2018 est la suivante : 
zones agricoles hétérogènes (61 %), forêts (22,7 %), terres arables (9 %), zones urbanisées (4,5 %), eaux continentales (2,6 %), prairies (0,1 %). L'évolution de l’occupation des sols de la commune et de ses infrastructures peut être observée sur les différentes représentations cartographiques du territoire : la carte de Cassini (XVIIIe siècle), la carte d'état-major (1820-1866) et les cartes ou photos aériennes de l'IGN pour la période actuelle (1950 à aujourd'hui).

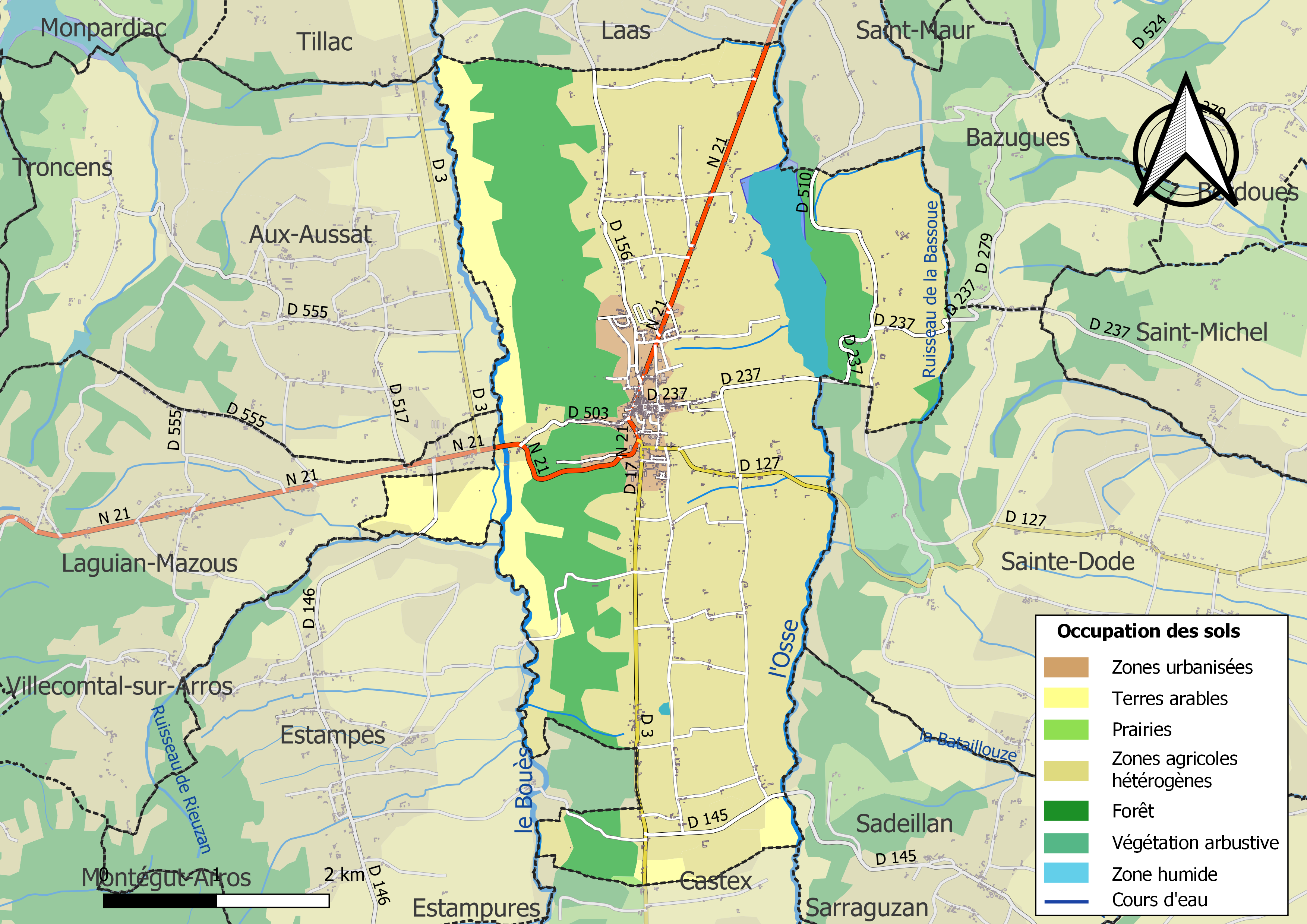
Carte des infrastructures et de l'occupation des sols de la commune en 2018 (CLC).

### Voies de communication et transports
La ligne 931 du réseau liO relie la commune à la gare d'Auch et à la gare de Tarbes.

### Risques majeurs
Le territoire de la commune de Miélan est vulnérable à différents aléas naturels : météorologiques (tempête, orage, neige, grand froid, canicule ou sécheresse), inondations et séisme (sismicité modérée). Un site publié par le BRGM permet d'évaluer simplement et rapidement les risques d'un bien localisé soit par son adresse soit par le numéro de sa parcelle.
Certaines parties du territoire communal sont susceptibles d’être affectées par le risque d’inondation par débordement de cours d'eau, notamment l'Osse et le Bouès. La cartographie des zones inondables en ex-Midi-Pyrénées réalisée dans le cadre du XIe Contrat de plan État-région, visant à informer les citoyens et les décideurs sur le risque d’inondation, est accessible sur le site de la DREAL Occitanie. La commune a été reconnue en état de catastrophe naturelle au titre des dommages causés par les inondations et coulées de boue survenues en 1993, 1999, 2009 et 2020,.

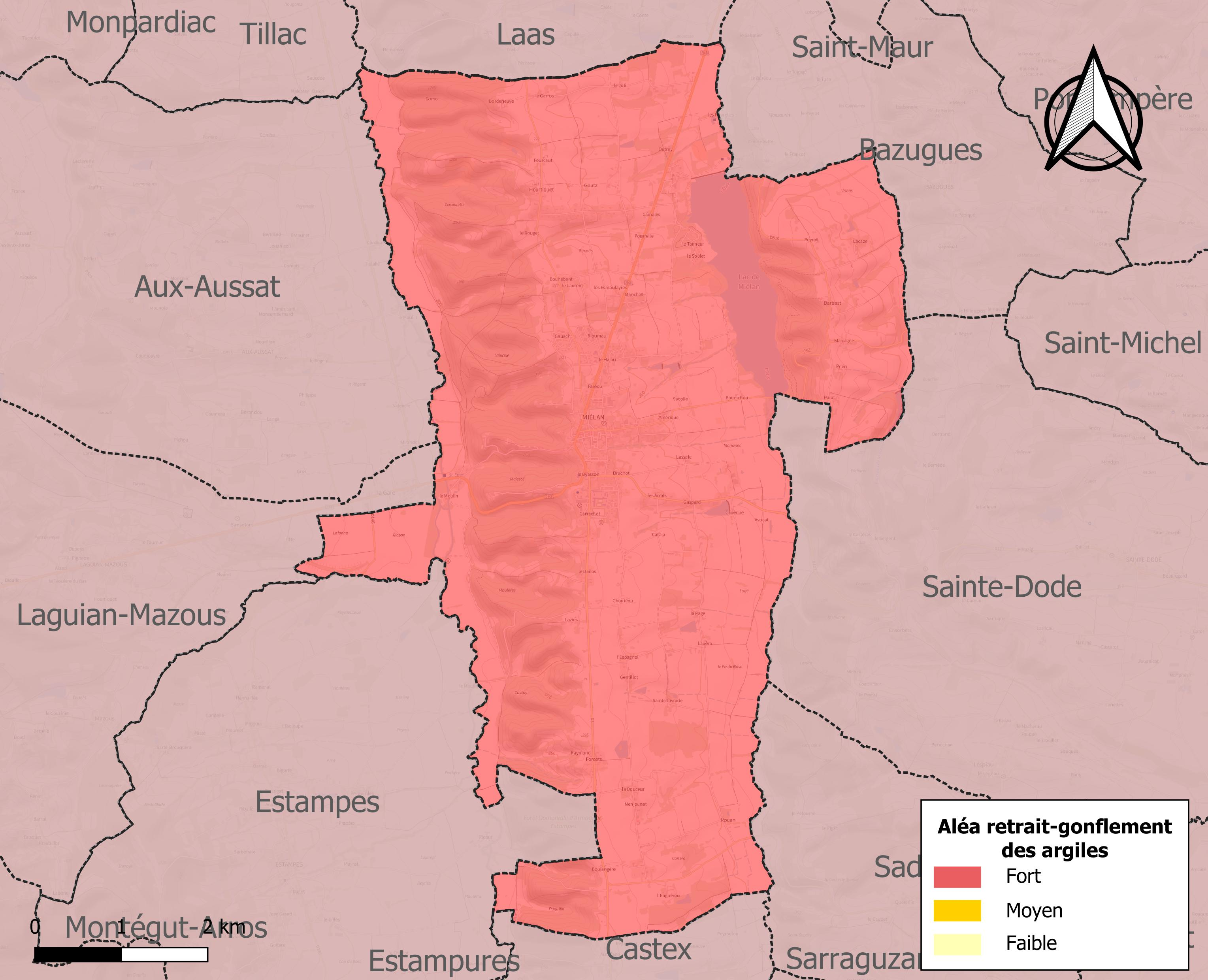
Carte des zones d'aléa retrait-gonflement des sols argileux de Miélan.

Le retrait-gonflement des sols argileux est susceptible d'engendrer des dommages importants aux bâtiments en cas d’alternance de périodes de sécheresse et de pluie. La totalité de la commune est en aléa moyen ou fort (94,5 % au niveau départemental et 48,5 % au niveau national). Sur les 674 bâtiments dénombrés sur la commune en 2019, 674 sont en aléa moyen ou fort, soit 100 %, à comparer aux 93 % au niveau départemental et 54 % au niveau national. Une cartographie de l'exposition du territoire national au retrait gonflement des sols argileux est disponible sur le site du BRGM,.
Par ailleurs, afin de mieux appréhender le risque d’affaissement de terrain, l'inventaire national des cavités souterraines permet de localiser celles situées sur la commune.
Concernant les mouvements de terrains, la commune a été reconnue en état de catastrophe naturelle au titre des dommages causés par la sécheresse en 1989, 1993, 2002, 2009, 2016 et 2017 et par des mouvements de terrain en 1999.

## Toponymie
L'origine du nom est Mediolanum, forme latinisée du gaulois Mediolanon, centre sacré.

## Histoire
Époque antérieure à la bastide
Le sarcophage découvert sur un site appelé Le Gleysa est un témoignage d'une occupation précédant la création de la bastide.
Un hameau constitué autour d'un château existait avant sa fondation.
Fondation de la bastide au XIIIe siècle

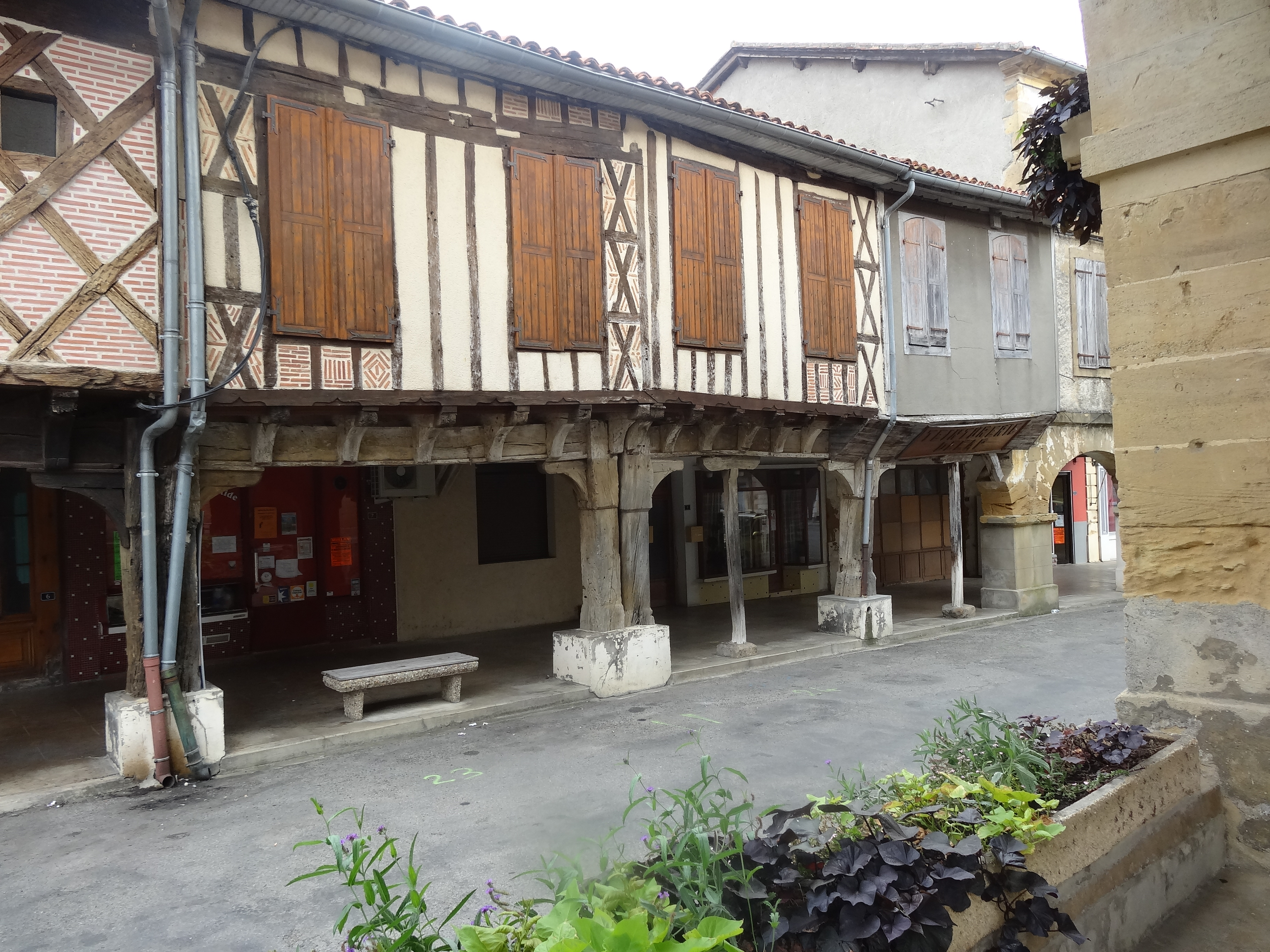
Place à couverts.

Miélan est une de ces villes nouvelles appelées « bastide » qui ont été fondées au XIIIe siècle  et XIVe siècle dans le Sud-Ouest de la France dans un contexte d'essor démographique et d'affirmation du pouvoir royal. À l'instar d'autres cités et dans l'espoir d'un avenir prometteur, son nom s'inspire de celui d'une des plus grandes capitales de l'Europe médiévale : Milan.
Le seigneur local Guillaume Bernard de la Roque, signe le 22 juillet 1284, avec le sénéchal Eustache de Beaumarchais, représentant du roi Philippe le Hardi, un contrat de paréage qui prévoit l'érection d'une ville, dans le pays des Affites, à proximité de son château de Baray et sur la voie Ténarèze. La cité est ainsi édifiée aux confins de plusieurs grands fiefs : les comtés de Pardiac, de Bigorre et d'Astarac.
Temps troublés
Rançonnée par Henri de Trastamare, en 1368, Miélan est assiégée, prise et détruite par des Anglais, en 1370, lors de la guerre de Cent Ans. Dès l'année suivante, la ville est reconstruite avec l'aide du roi Charles V.
La seigneurie passe dans les mains de diverses familles.. En 1387, Gaillard de la Roche, cède ses droits à la famille de Monlézun-Saint-Lary. Ils sont revendus, en 1436, à la maison bigourdane des Castelnau-Laloubère. Enfin, la maison d'Antin devient, par acquisition en 1646 des droits des Castelnau-Laloubère puis cession des droits royaux, la seule maîtresse de la seigneurie.
Éléments favorisant le développement de Miélan à partir du XVIIIe siècle

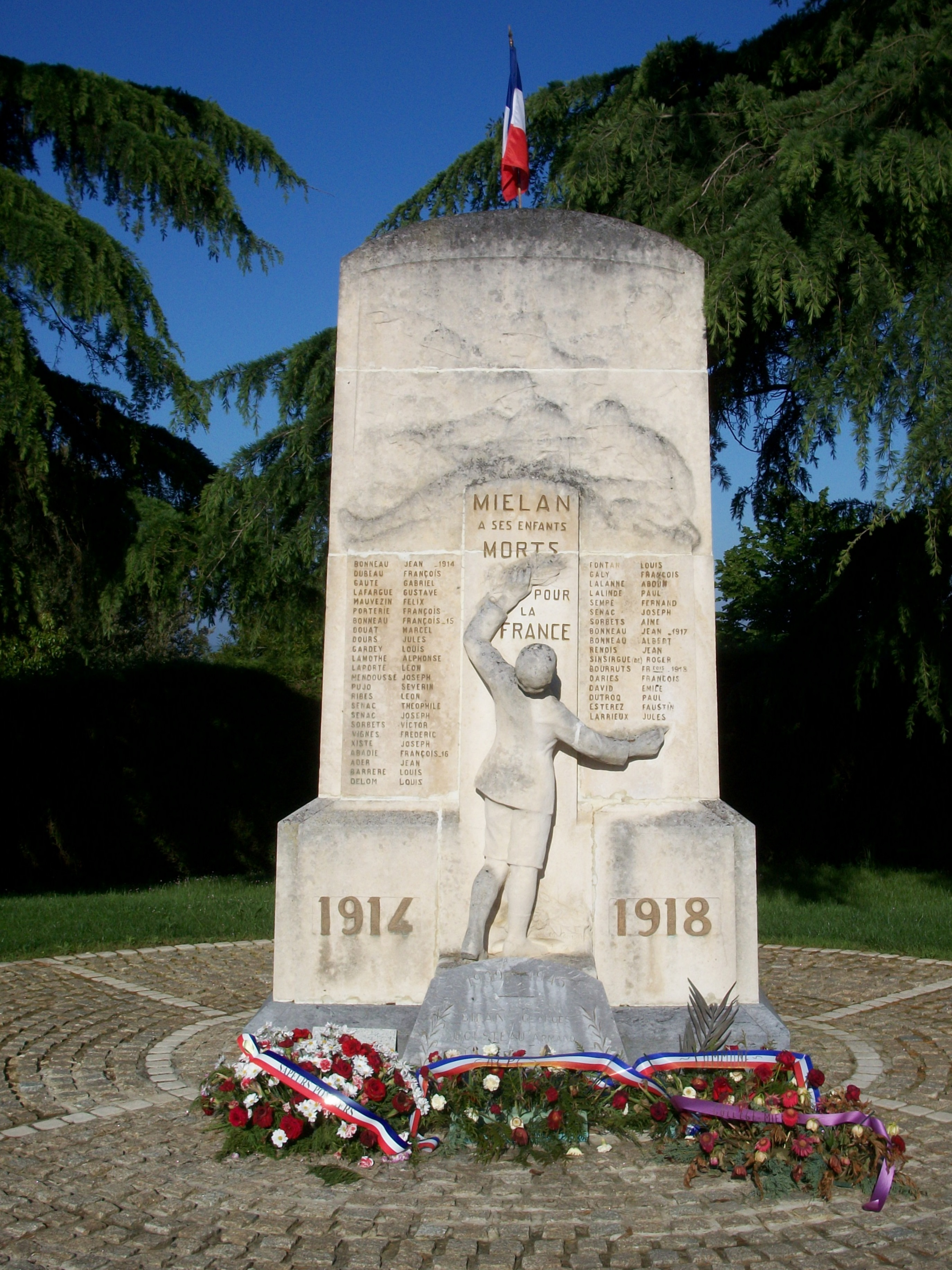
Monument aux morts.

Pendant les quatre siècles qui se sont succédé depuis sa création, la cité évolue peu. Le renouveau s'opère à partir XVIIIe siècle.
En 1711, le roi Louis XIV crée, en faveur de Louis Antoine de Pardaillan de Gondrin, fils légitime de la marquise de Montespan, le duché d'Antin dont Miélan devient la capitale.
Dans les années 1750, une partie des remparts et le château féodal ont été démolis. L'intendant d'Étigny ouvre la route qui va d'Auch à Tarbes, actuelle RN 21.
Jusqu'à la Révolution, la bastide de Miélan fut l'une des nombreuses enclaves de la Jugerie de Rivière-Verdun dans le comté d'Armagnac.
Après la Révolution, d'anciennes églises ont servi de carrières de pierre. Napoléon, rentrant d'Espagne, traverse Miélan le 24 juillet 1808.
Mais, c'est sous le Second Empire que la ville connaît son apogée. Elle atteint 2 054 habitants en 1856. On achève la démolition des murs. La mairie en pierres remplace l'ancienne halle en bois qui a été démolie sous la monarchie de Juillet. L'ancienne église Saint-Barthélémy et sa tour carrée sont remplacées par un nouveau bâtiment. Enfin, en 1869, Miélan accueille la ligne de chemin de fer entre Tarbes et Auch.
La fin du XIXe siècle est, au contraire, assez défavorable à la ville qui perd des habitants.

## Politique et administration

### Liste des maires

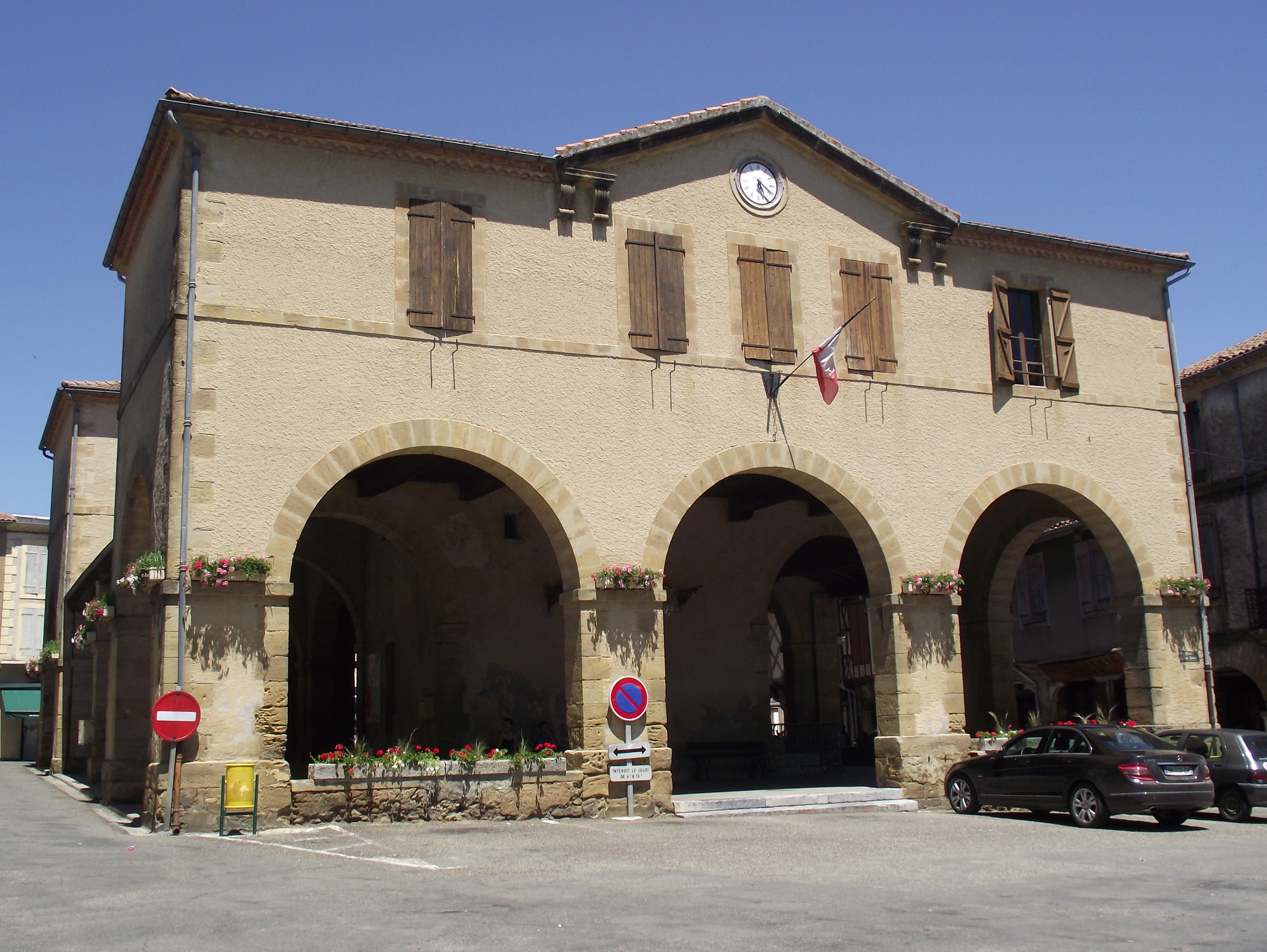
Mairie de Miélan.

| Période   | Période                 | Identité                   | Étiquette | Qualité                        |
| --------- | ----------------------- | -------------------------- | --------- | ------------------------------ |
| 1794      | 1799                    | Jean Laporte               |           |                                |
| 1799      | 1813                    | Louis Villa                |           |                                |
| 1813      | 1816                    | Dominique Senac            |           |                                |
| 1816      | 1829                    | Jean-bernard Cabannes      |           |                                |
| 1829      | 1832                    | Jean Leglise               |           |                                |
| 1832      | 1848                    | Louis Dugoujon             |           |                                |
| 1848      | 1866                    | Jean Bernard Cabannes      |           |                                |
| 1866      | 1870                    | Bernard François Raboisson |           |                                |
| 1870      | 1906                    | François Adolphe Douat     |           |                                |
| 1906      | 1943                    | Jean-Marie Sénac           |           | Député (1919-1928) (1932-1936) |
| 1944      | 1944                    | Louis Cau                  |           |                                |
| 1945      | 1965                    | Jean Luro                  |           |                                |
| 1965      | 1971                    | Edmond Dutilh              |           |                                |
| 1971      | 1983                    | Pierre Luro                |           |                                |
| 1983      | 1995                    | Joseph Cathala             |           |                                |
| juin 1995 | 2008                    | Louis Lacoste              | DVD       |                                |
| mars 2008 | 2014                    | Jacques Bernès-Lasserre    | DVG       |                                |
| mars 2014 | En cours (au juin 2023) | Jean-Loup Arenou           | SE        | Retraité Fonction publique     |

### Instances judiciaires et administratives

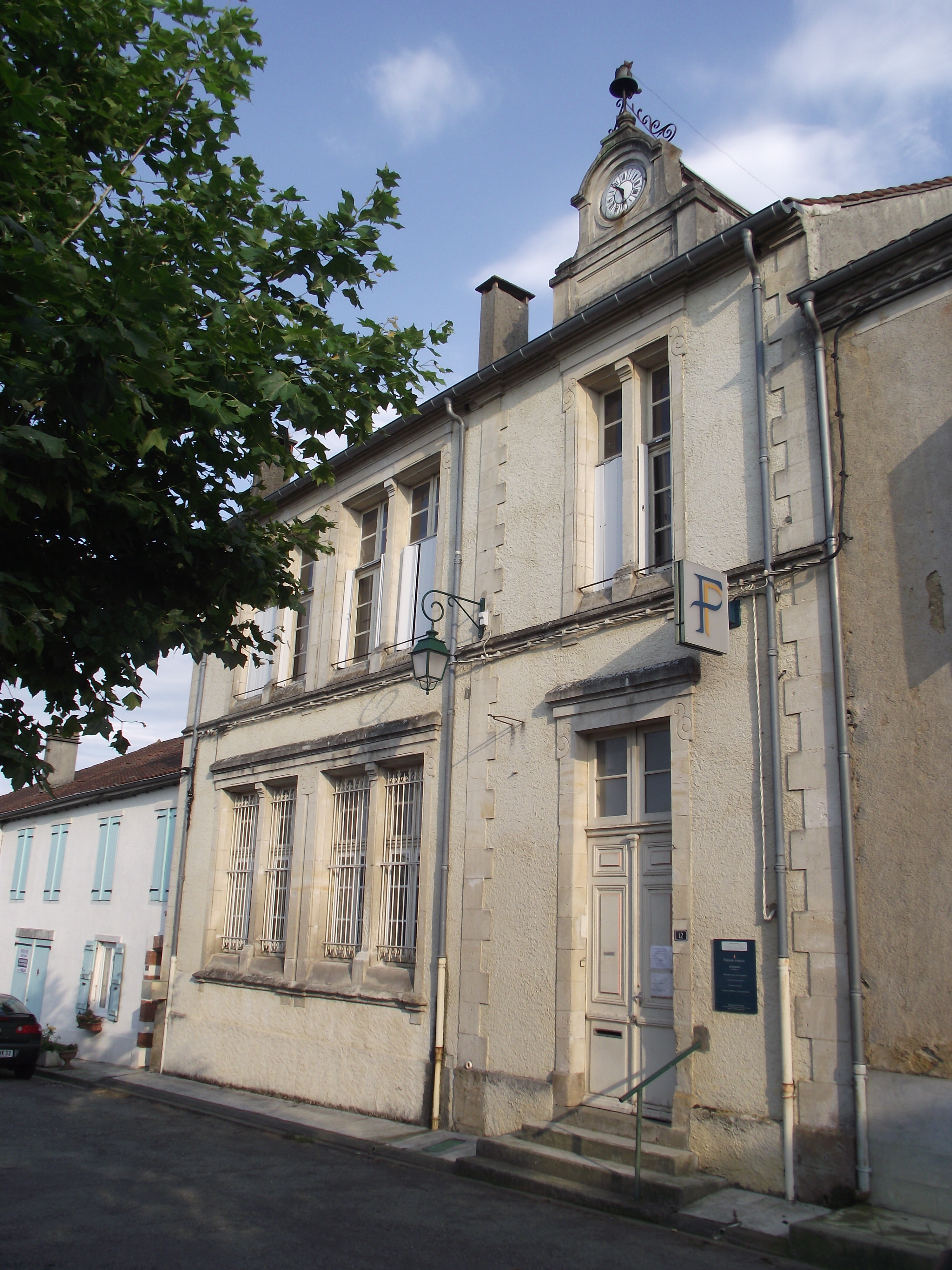
CCAS.

Miélan n'est plus un chef-lieu de canton depuis 2015. Elle fait partie du canton Mirande-Astarac. Miélan possède un centre communal d'action sociale, est doté d'une gendarmerie et d'un centre d'incendie et de secours géré par le SDIS 32 dont l'organe principal se situe à Auch.

### Intercommunalité

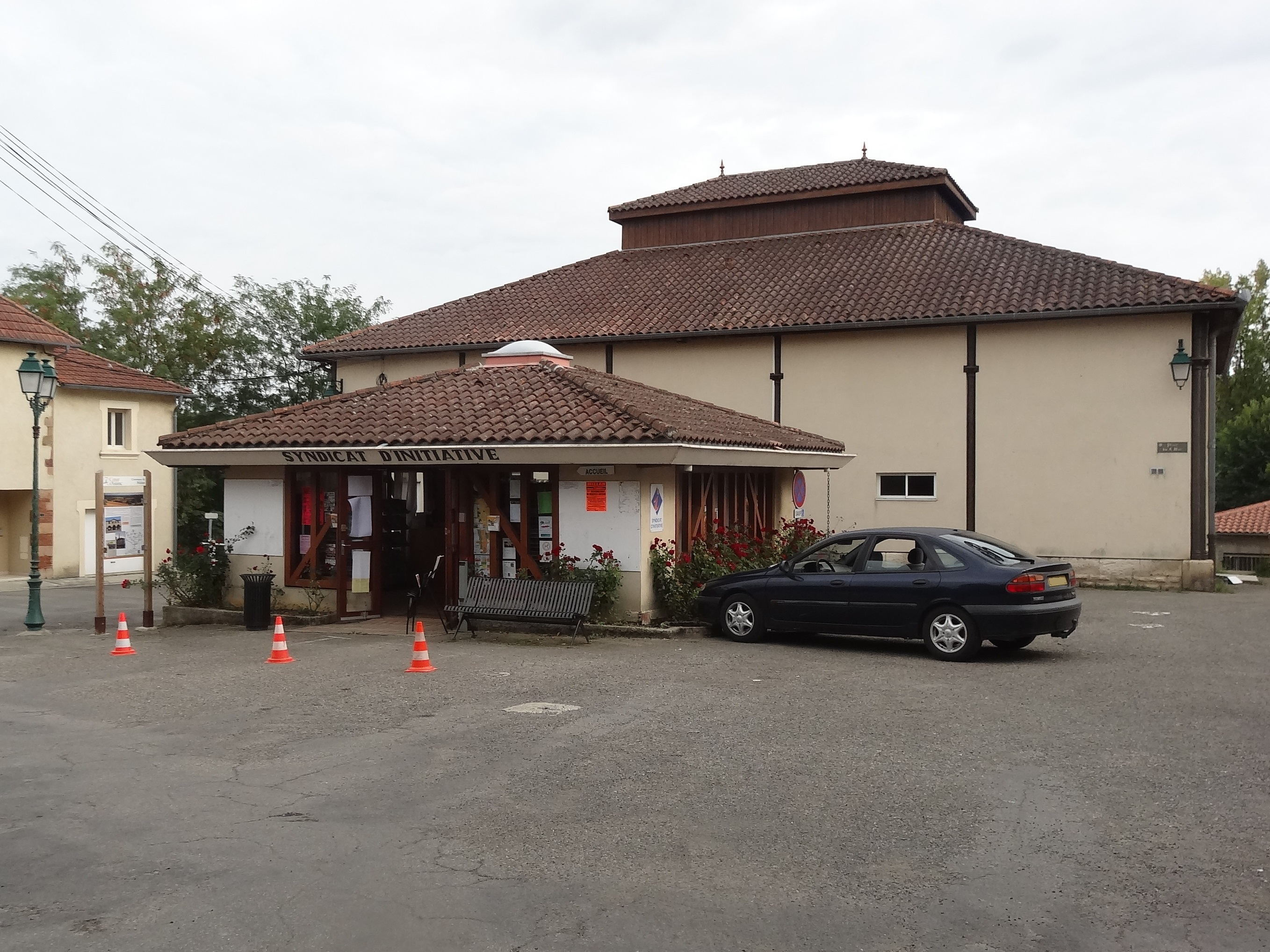
Syndicat d'initiative.

Miélan appartient à la communauté de communes Cœur d'Astarac en Gascogne dont dépendent l'aménagement de la zone d'activité et les emplois du syndicat d'initiative.
La collecte des déchets et la déchèterie sont gérées par le Syndicat Mixte de Collecte des Déchets du Secteur Sud de Mirande.
L'adduction d'eau est aux mains du Syndicat Intercommunal d'Adduction d'Eau de la vallée de l'Arros basé à Villecomtal.

## Population et société

### Démographie
L'évolution du nombre d'habitants est connue à travers les recensements de la population effectués dans la commune depuis 1793. Pour les communes de moins de 10 000 habitants, une enquête de recensement portant sur toute la population est réalisée tous les cinq ans, les populations de référence des années intermédiaires étant quant à elles estimées par interpolation ou extrapolation. Pour la commune, le premier recensement exhaustif entrant dans le cadre du nouveau dispositif a été réalisé en 2006.

En 2022, la commune comptait 1 132 habitants, en évolution de −1,48 % par rapport à 2016 (Gers : +1,04 %, France hors Mayotte : +2,11 %).
| 1793  | 1800  | 1806  | 1821  | 1831  | 1841  | 1846  | 1851  | 1856  |
| ----- | ----- | ----- | ----- | ----- | ----- | ----- | ----- | ----- |
| 1 270 | 1 403 | 1 516 | 1 986 | 1 931 | 2 032 | 2 022 | 2 043 | 2 054 |

| 1861  | 1866  | 1872  | 1876  | 1881  | 1886  | 1891  | 1896  | 1901  |
| ----- | ----- | ----- | ----- | ----- | ----- | ----- | ----- | ----- |
| 1 906 | 1 917 | 1 910 | 1 992 | 1 954 | 1 963 | 1 827 | 1 668 | 1 538 |

| 1906  | 1911  | 1921  | 1926  | 1931  | 1936  | 1946  | 1954  | 1962  |
| ----- | ----- | ----- | ----- | ----- | ----- | ----- | ----- | ----- |
| 1 500 | 1 517 | 1 306 | 1 324 | 1 278 | 1 241 | 1 202 | 1 225 | 1 214 |

| 1968  | 1975  | 1982  | 1990  | 1999  | 2006  | 2011  | 2016  | 2021  |
| ----- | ----- | ----- | ----- | ----- | ----- | ----- | ----- | ----- |
| 1 295 | 1 325 | 1 246 | 1 290 | 1 258 | 1 190 | 1 213 | 1 149 | 1 125 |

| 2022  | - | - | - | - | - | - | - | - |
| ----- | - | - | - | - | - | - | - | - |
| 1 132 | - | - | - | - | - | - | - | - |

### Enseignement
L'éducation des enfants à Miélan peut commencer dès la maternelle, se poursuivre a l'école primaire Jean Luro et se terminer au Collège Vasconie.

### Manifestations culturelles et festivités
- Marché : tous les jeudis.
- Fêtes locales : week-end après le 15 août

### Santé
Il y a à Miélan un cabinet médical, une maison de retraite et une pharmacie.

### Sports
Miélan fait partie d'une entente de rugby à XV, l'Entente Astarac Bigorre XV, qui rassemble Miélan et Mirande.
Il y a aussi une multitude d'association sportives comme le judo, la gym…

## Économie

### Revenus
En 2018  (données Insee publiées en septembre 2021), la commune compte 568 ménages fiscaux, regroupant 1 094 personnes. La médiane du revenu disponible par unité de consommation est de 18 870 € (20 820 € dans le département).

### Emploi
|                | 2008  | 2013  | 2018   |
| -------------- | ----- | ----- | ------ |
| Commune        | 7,4 % | 9 %   | 12,2 % |
| Département    | 6,1 % | 7,5 % | 8,2 %  |
| France entière | 8,3 % | 10 %  | 10 %   |

En 2018, la population âgée de 15 à 64 ans s'élève à 580 personnes, parmi lesquelles on compte 72,8 % d'actifs (60,6 % ayant un emploi et 12,2 % de chômeurs) et 27,2 % d'inactifs,. En  2018, le taux de chômage communal (au sens du recensement) des 15-64 ans est supérieur à celui de la France et du département, alors qu'il était inférieur à celui de la France en 2008.
La commune est hors attraction des villes,. Elle compte 420 emplois en 2018, contre 467 en 2013 et 520 en 2008. Le nombre d'actifs ayant un emploi résidant dans la commune est de 359, soit un indicateur de concentration d'emploi de 117 % et un taux d'activité parmi les 15 ans ou plus de 43,7 %.
Sur ces 359 actifs de 15 ans ou plus ayant un emploi, 157 travaillent dans la commune, soit 44 % des habitants. Pour se rendre au travail, 80,8 % des habitants utilisent un véhicule personnel ou de fonction à quatre roues, 0,3 % les transports en commun, 9,8 % s'y rendent en deux-roues, à vélo ou à pied et 9,1 % n'ont pas besoin de transport (travail au domicile).

### Activités hors agriculture

#### Secteurs d'activités
95 établissements sont implantés  à Miélan au 31 décembre 2019. Le tableau ci-dessous en détaille le nombre par secteur d'activité et compare les ratios avec ceux du département,.
| Secteur d'activité                                                                                        | Commune | Commune | Département |
| Secteur d'activité                                                                                        | Nombre  | %       | %           |
| --- | ------- | ------- | ----------- |
| Ensemble                                                                                                  | 95      | 100 %   | (100 %)     |
| Industrie manufacturière, industries extractives et autres                                                | 12      | 12,6 %  | (12,3 %)    |
| Construction                                                                                              | 12      | 12,6 %  | (14,6 %)    |
| Commerce de gros et de détail, transports, hébergement et restauration                                    | 22      | 23,2 %  | (27,7 %)    |
| Information et communication                                                                              | 3       | 3,2 %   | (1,8 %)     |
| Activités financières et d'assurance                                                                      | 4       | 4,2 %   | (3,5 %)     |
| Activités immobilières                                                                                    | 3       | 3,2 %   | (5,2 %)     |
| Activités spécialisées, scientifiques et techniques et activités de services administratifs et de soutien | 16      | 16,8 %  | (14,4 %)    |
| Administration publique, enseignement, santé humaine et action sociale                                    | 15      | 15,8 %  | (12,3 %)    |
| Autres activités de services                                                                              | 8       | 8,4 %   | (8,3 %)     |

Le secteur du commerce de gros et de détail, des transports, de l'hébergement et de la restauration est prépondérant sur la commune puisqu'il représente 23,2 % du nombre total d'établissements de la commune (22 sur les 95 entreprises implantées  à Miélan), contre 27,7 % au niveau départemental.

#### Entreprises et commerces
Les cinq entreprises ayant leur siège social sur le territoire communal qui génèrent le plus de chiffre d'affaires en 2020 sont : 
- Sud Ouest Habitat, travaux d'isolation (12 099 k€)
- Traditions Des Coteaux, transformation et conservation de la viande de volaille (1 776 k€)
- SARL Socabois, travaux de menuiserie bois et PVC (520 k€)
- Imprimerie Service Gascogne, autre imprimerie (labeur) (216 k€)
- Fornari, conseil en systèmes et logiciels informatiques (60 k€)

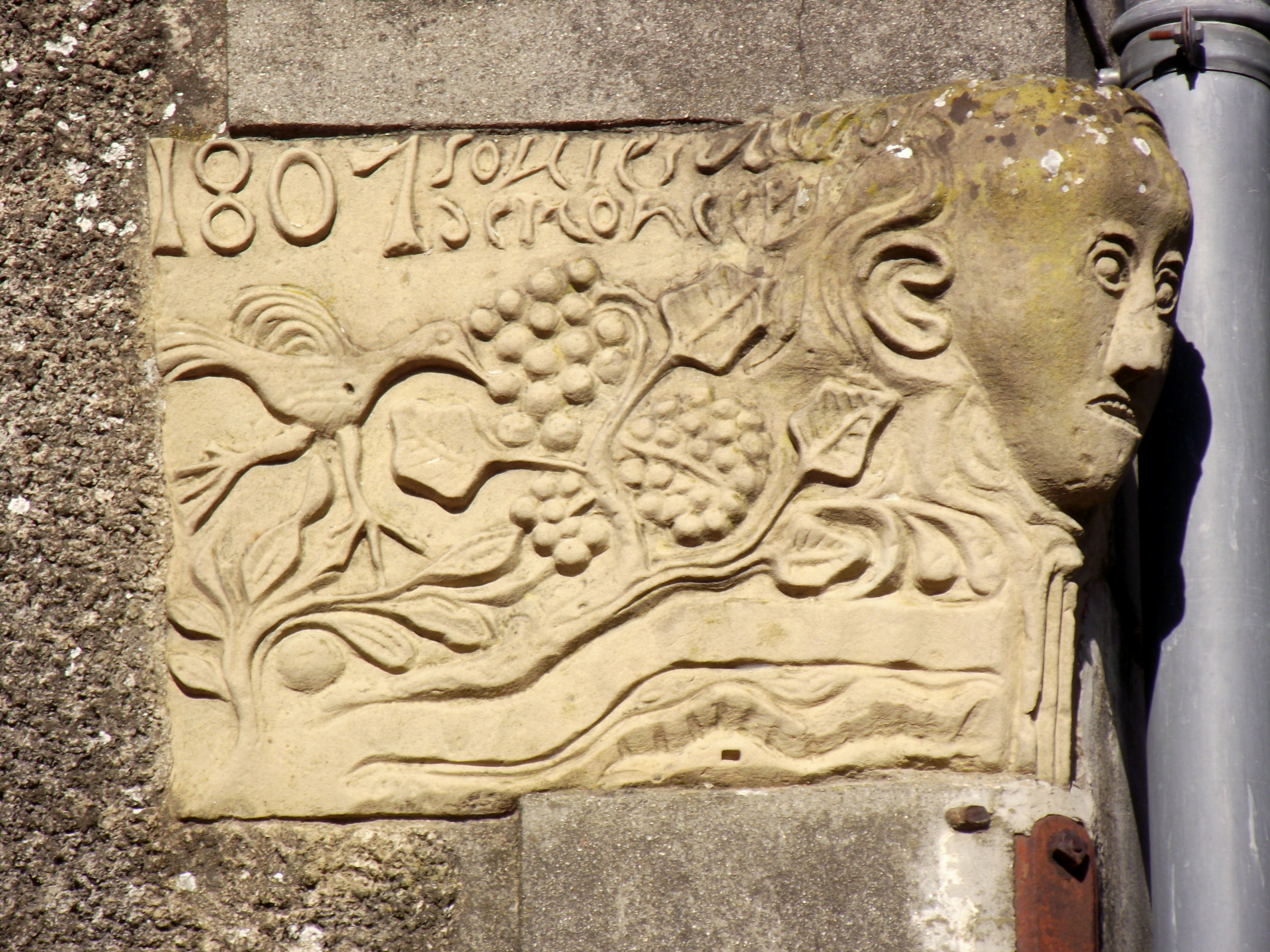
Pierre angulaire située au-dessus d'un commerce du centre-ville.

On trouve, à Miélan, des petits commerces liés essentiellement à l'alimentaire ou à l'équipement de la maison, quelques établissements bancaires ou d'assurance, une maison de retraite et des services voués à la santé ou à l'automobile.
À la fin du XIXe siècle et au début du XXe siècle, la ville était le centre d'un marché qui exportait la production des porcelets (les nourrins) d'une race locale, le porc de Miélan, pour un montant de 60 000 têtes par an.
Le syndicat d'initiative et plusieurs établissements relevant du loisir, de l’hôtellerie ou de la restauration accueillent les touristes. Ils y apprécient les qualités patrimoniales du bourg, les paysages bucoliques et l'agréable climat de cette région traditionnellement tournée vers l'agriculture.
Une zone d'activités à vocation artisanale a été inaugurée en 2007.

### Agriculture
La commune est dans l'Astarac, une petite région agricole englobant tout le Sud du départementdu Gers, un quart de sa superficie, et correspond au pied de lʼéventail gascon. En 2020, l'orientation technico-économique de l'agriculture  sur la commune est la polyculture et/ou le polyélevage.
|               | 1988  | 2000 | 2010 | 2020 |
| ------------- | ----- | ---- | ---- | ---- |
| Exploitations | 41    | 32   | 30   | 19   |
| SAU (ha)      | 1 166 | 873  | 858  | 837  |

Le nombre d'exploitations agricoles en activité et ayant leur siège dans la commune est passé de 41 lors du recensement agricole de 1988  à 32 en 2000 puis à 30 en 2010 et enfin à 19 en 2020, soit une baisse de 54 % en 32 ans. Le même mouvement est observé à l'échelle du département qui a perdu pendant cette période 51 % de ses exploitations,. La surface agricole utilisée sur la commune a également diminué, passant de 1 166 ha en 1988 à 837 ha en 2020. Parallèlement la surface agricole utilisée moyenne par exploitation a augmenté, passant de 28 à 44 ha.

## Culture locale et patrimoine

### Lieux et monuments

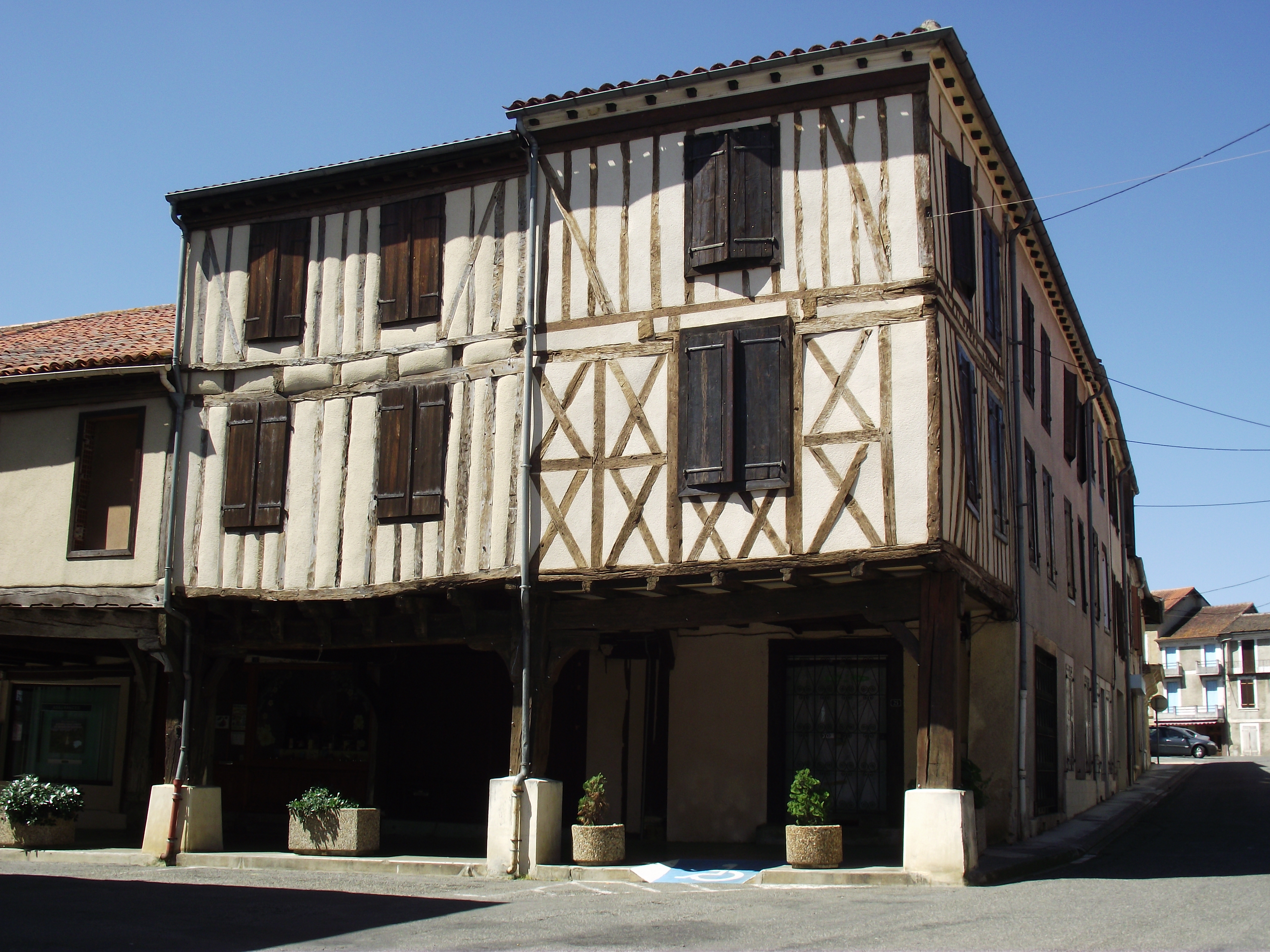
Maisons à colombage à l'angle nord-ouest de la place Jean-Sénac.

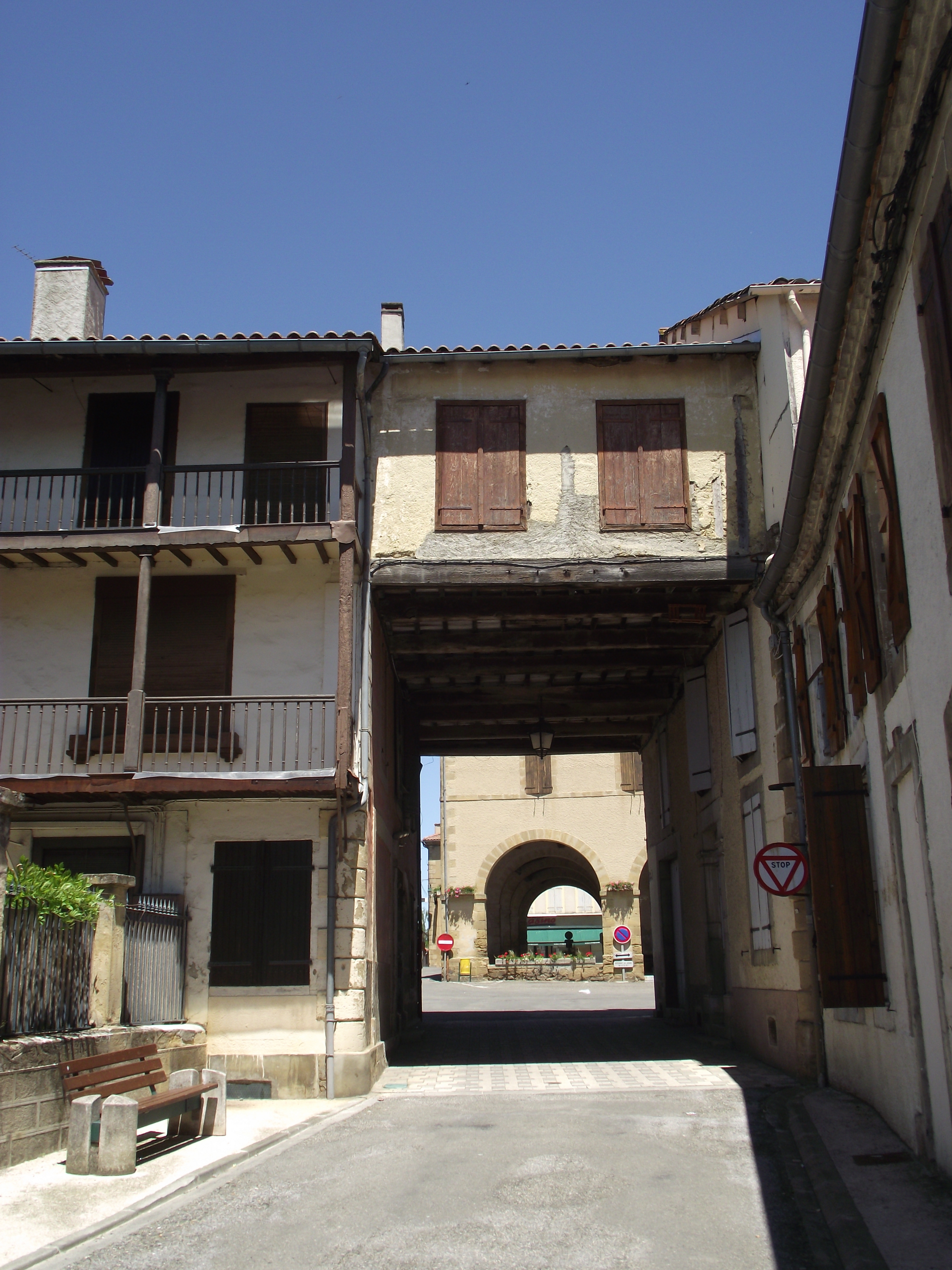
Passage couvert.

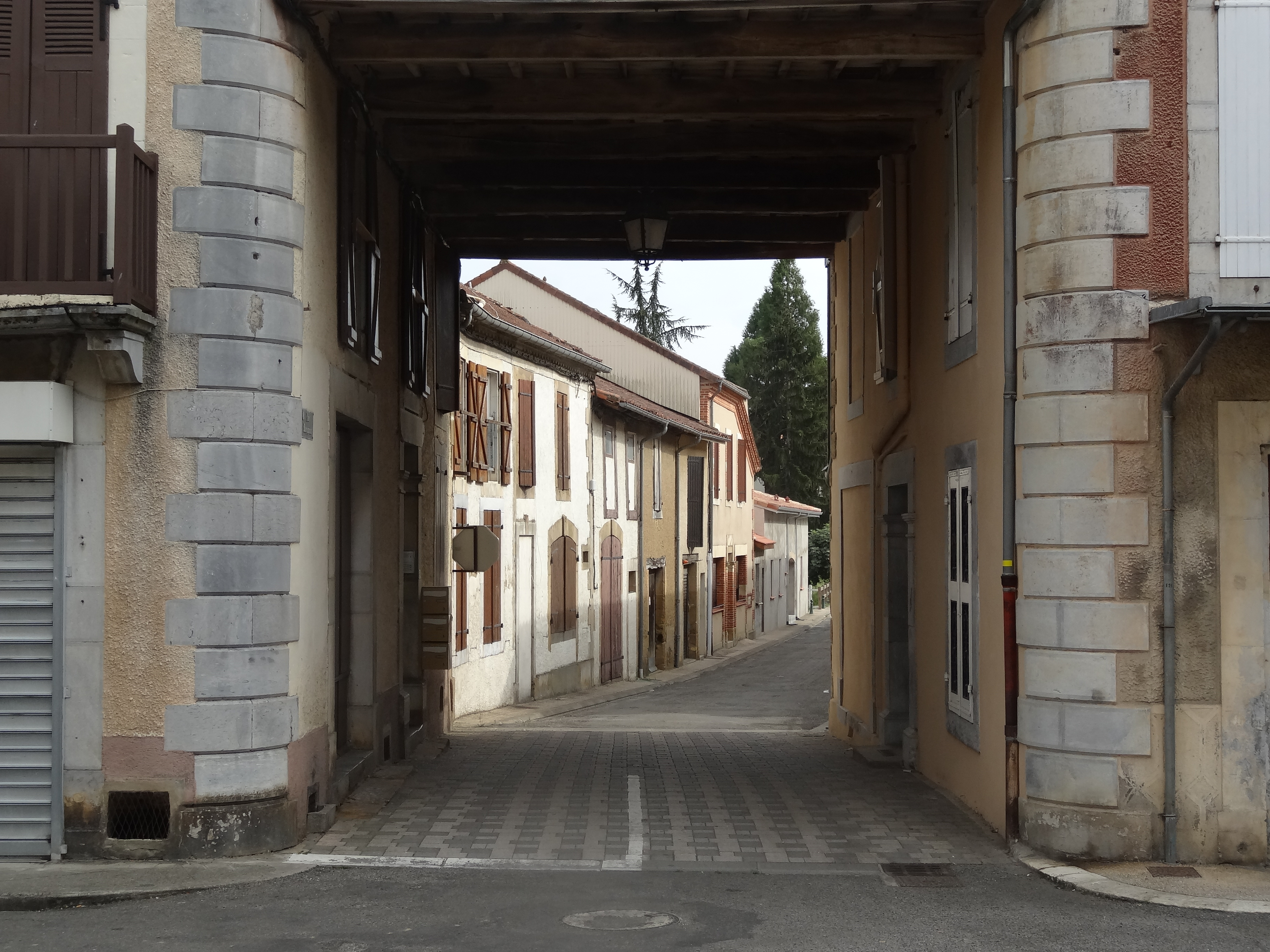
Autre vue du passage couvert.

Miélan conserve des éléments de l’architecture médiévale dont des maisons à colombage. Mais de nombreuses demeures ou bâtiments publics relèvent également du style Second Empire.
La  mairie-halle est bordée de bâtiments relevant des deux architectures dont plusieurs à arceaux. Une croix métallique rehaussée d'un coq et décorée d'éléments faisant référence à la crucifixion de Jésus de Nazareth (lance, tenailles, échelle...) lui est adossée. On accède à la rue Dargagnon par un passage couvert.
Non loin d'une halle à l'architecture métallique, une ébénisterie ancienne a pour particularité d'être ornée de culs-de-lampe figurant des animaux.
Édifices religieux
La commune abrite quatre églises et une chapelle.
- Dans le bourg central, l'église Saint-Barthélemy de Miélan est un édifice néogothique doté d'un imposant clocher néoroman visible au loin. Sa construction a commencé en 1869 mais, le clocher n'a été édifié qu'en 1900. Il est dit que depuis le haut du clocher on peut voir au loin la ville de Tarbes.

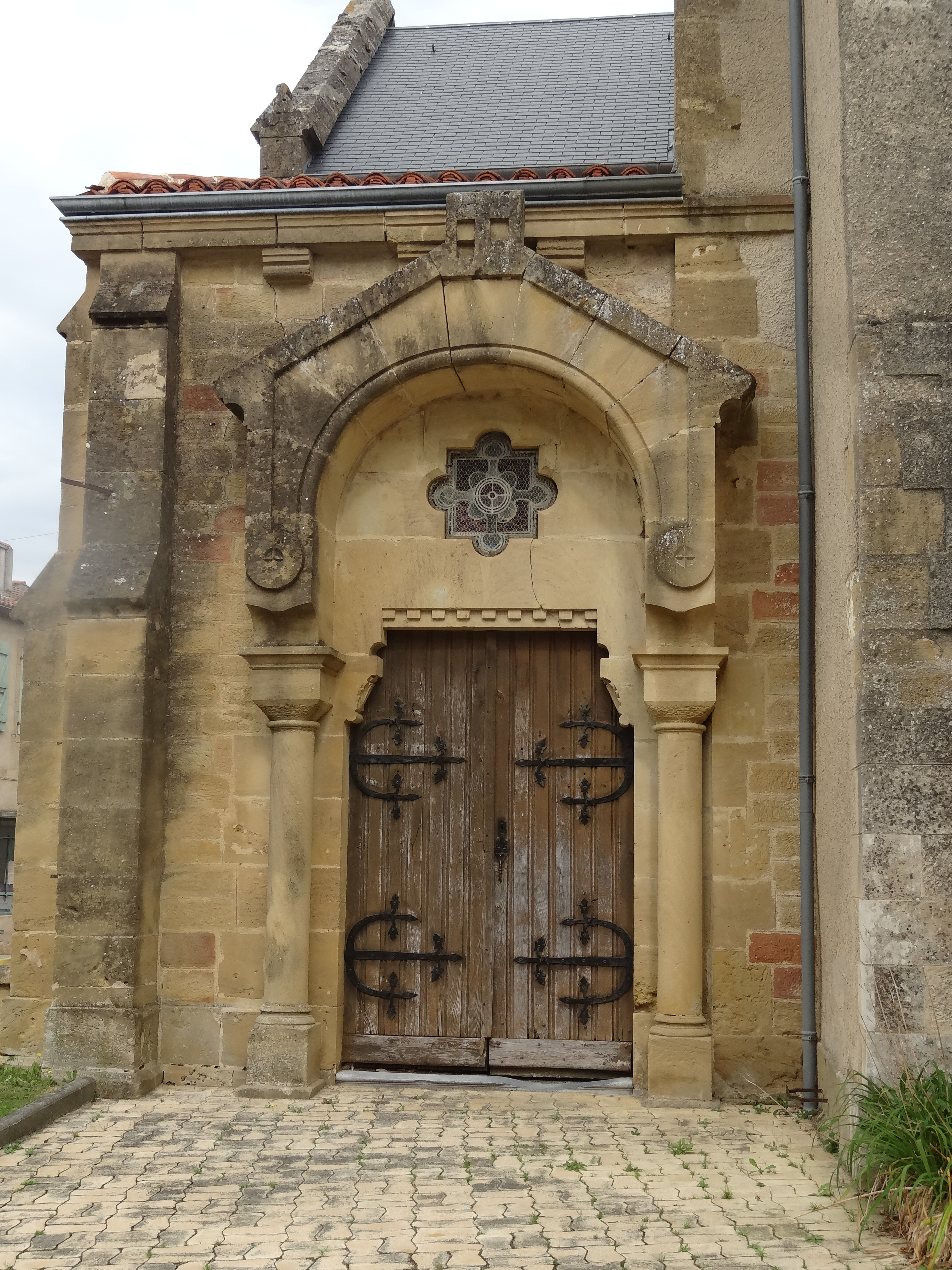
Entrée de l'église.
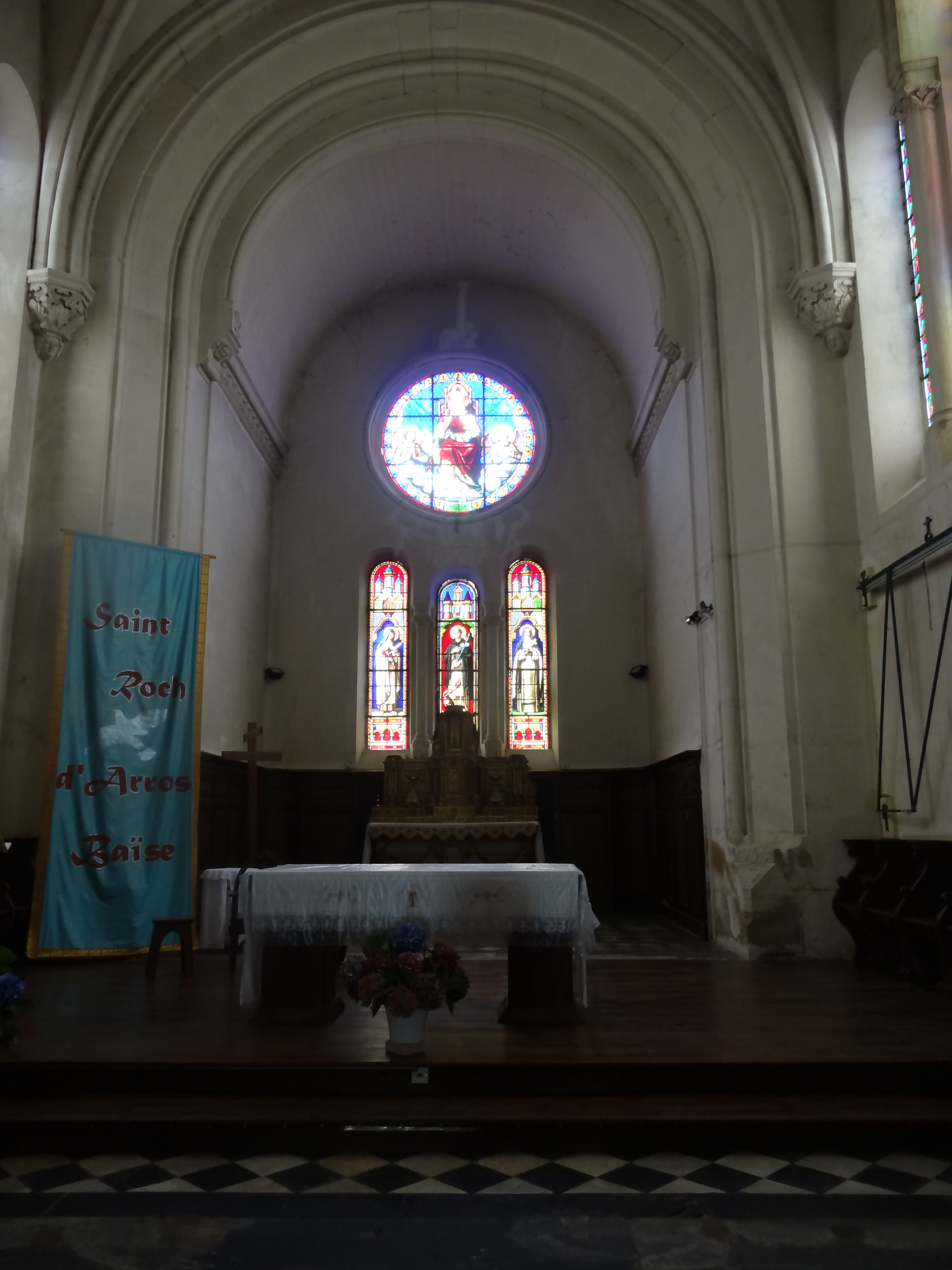
Intérieur de l'église.
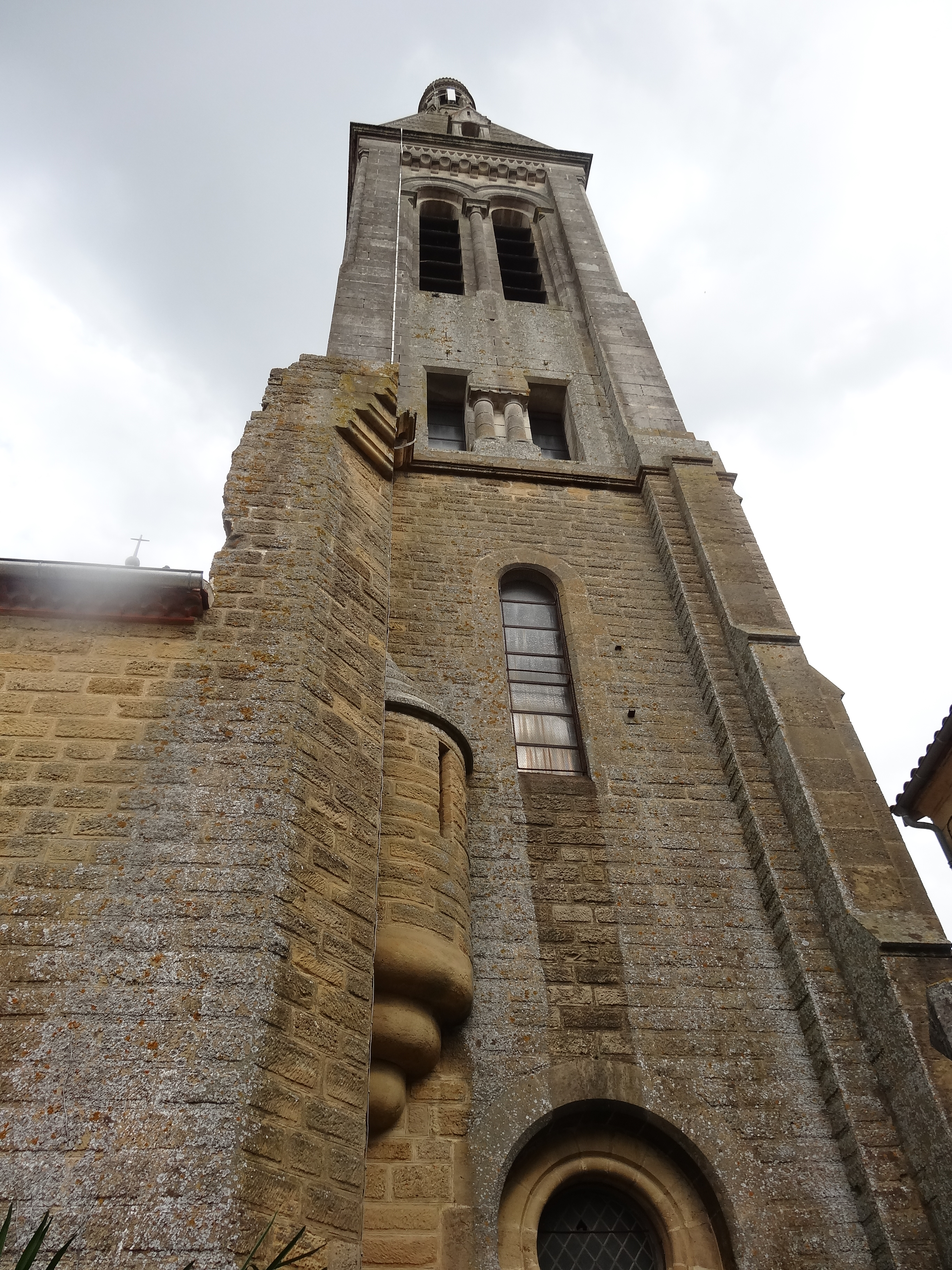
Clocher de l’église.
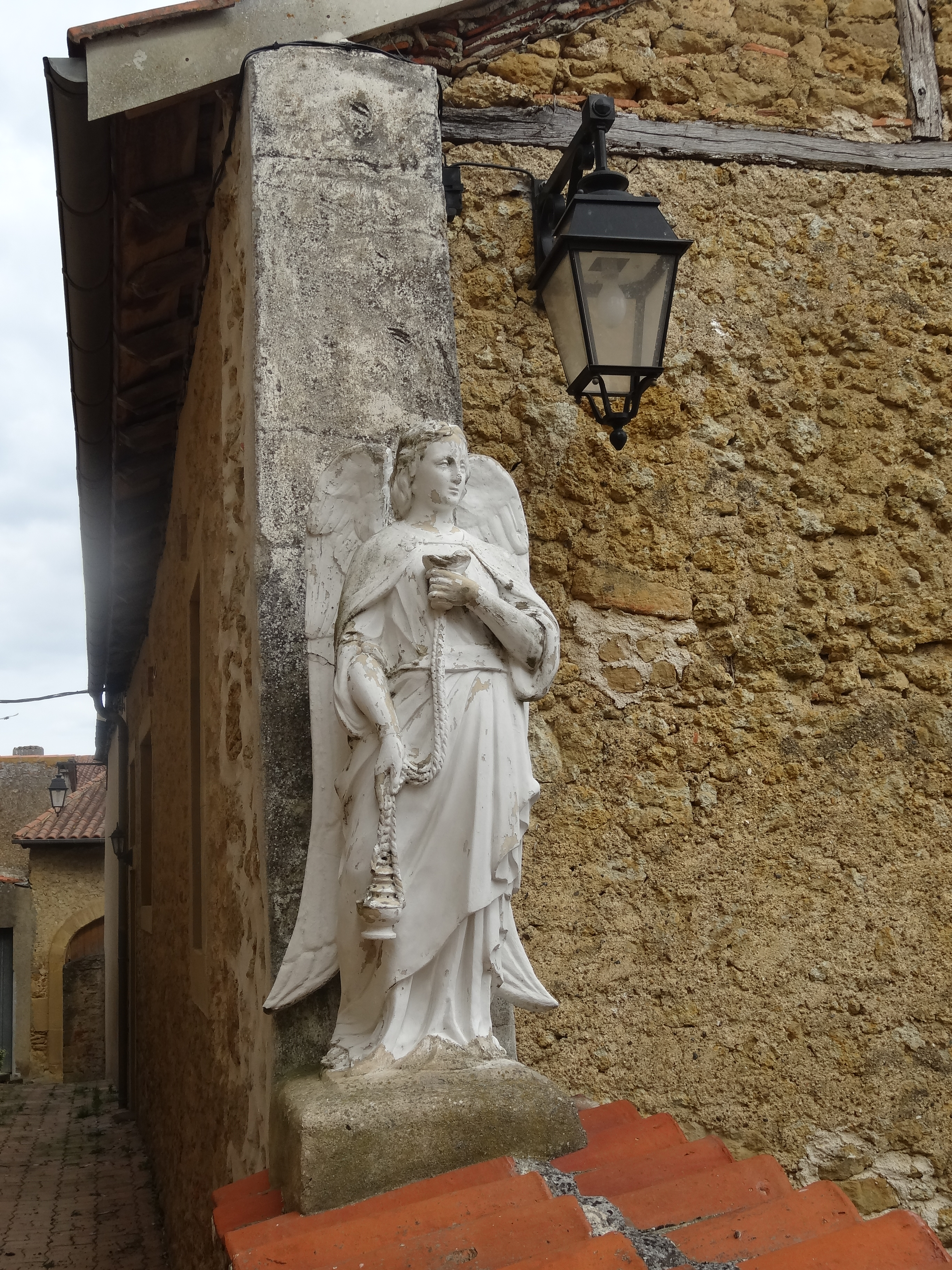
Statue.
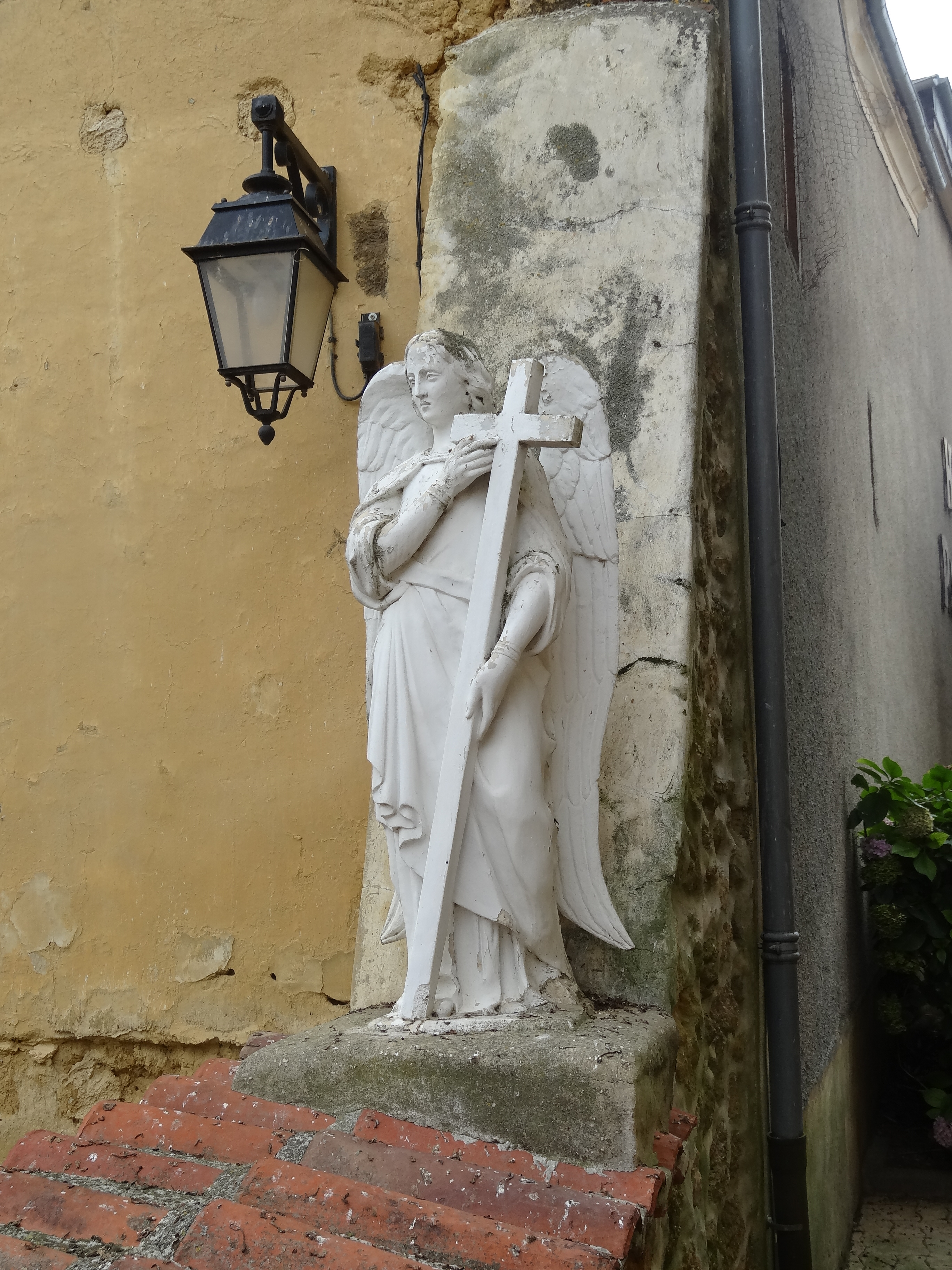
Autre statue.

- Elle est secondée, non loin, par la chapelle Saint-Jean de Miélan reconnaissable à son colombage. Celle-ci a été construite en 1823 à proximité de l'emplacement de l'église originelle.

D'autres églises sont visibles dans les quartiers de Gauts, Forcet et Barbast.
- Église de Forcet.
- Église de Gauts.
- Chapelle Saint-Sébastien de Barbas.

Le cimetière abrite plusieurs mausolées ou tombeaux remarquables.

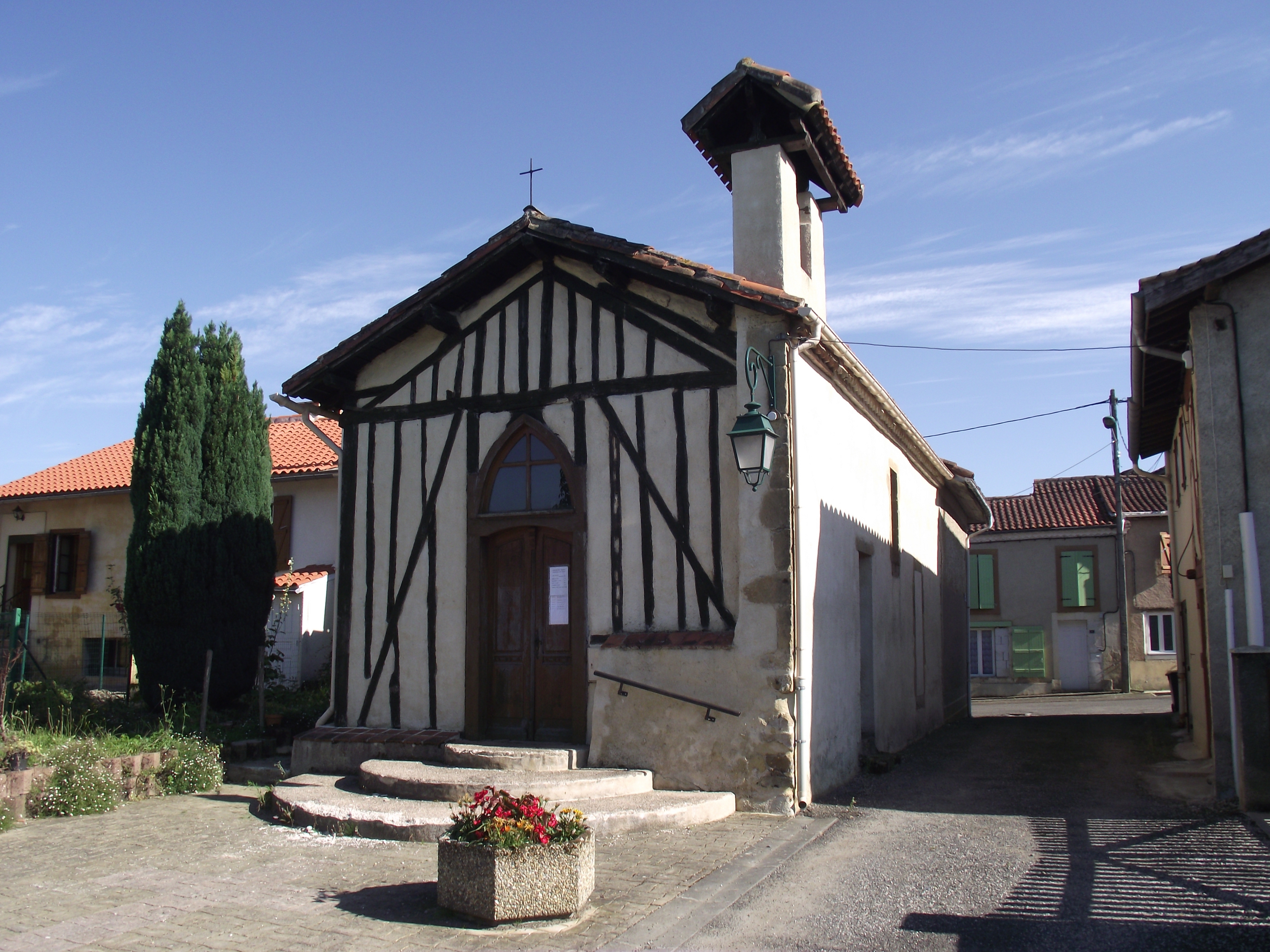
Chapelle et impasse Saint-Jean.
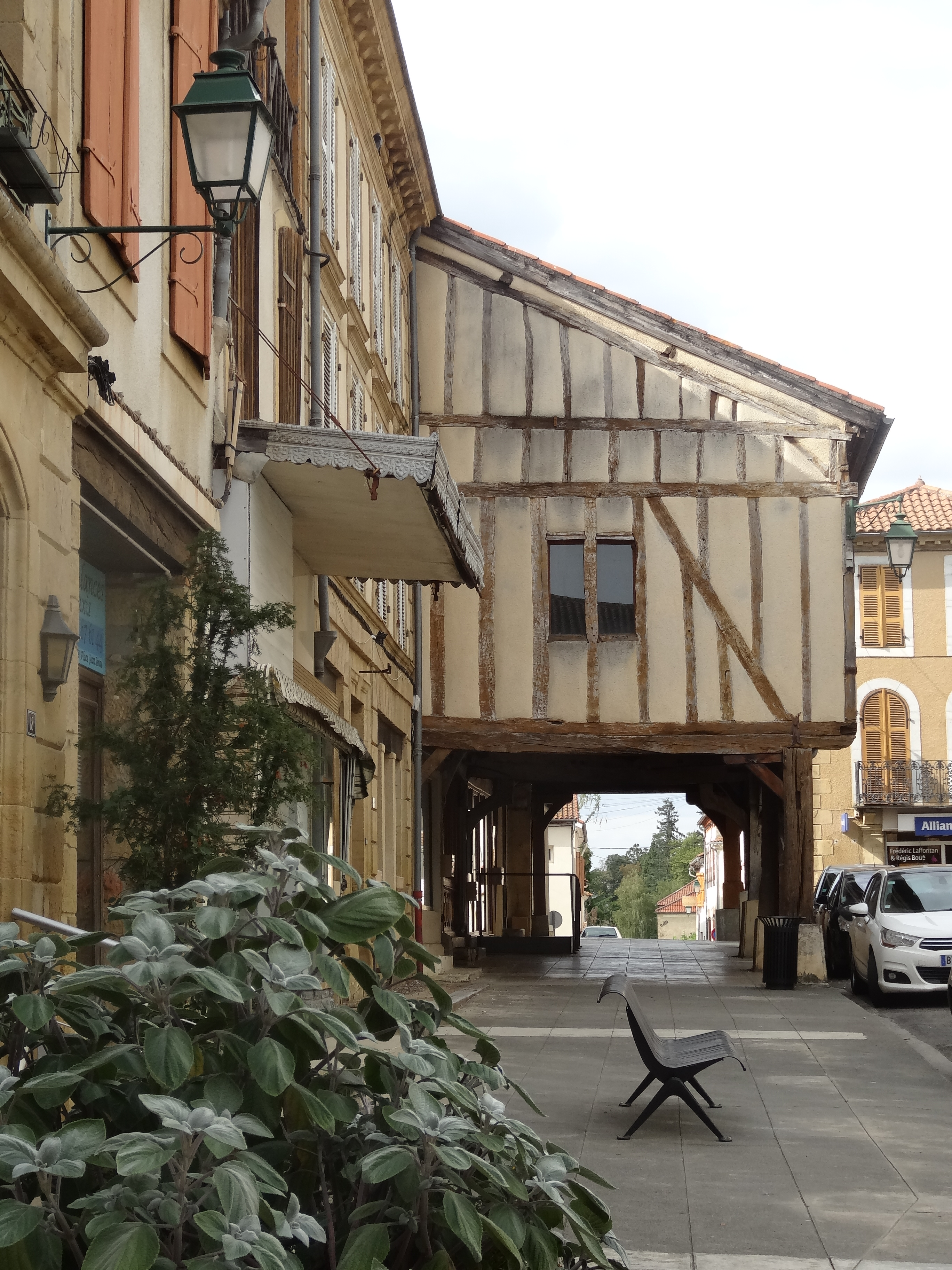
Maison à colombage de la place.
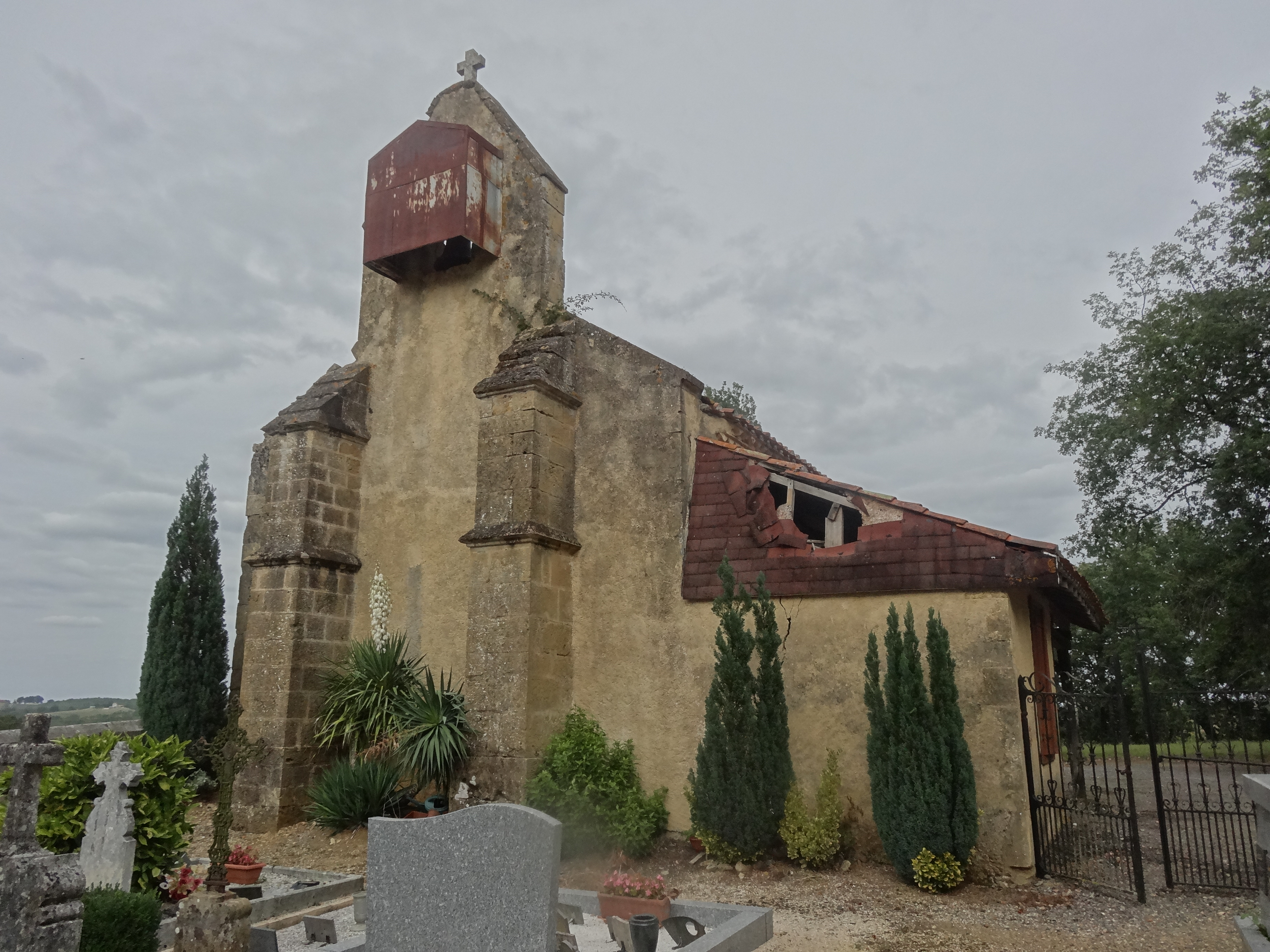
Chapelle Saint-Sébastien de Barbas
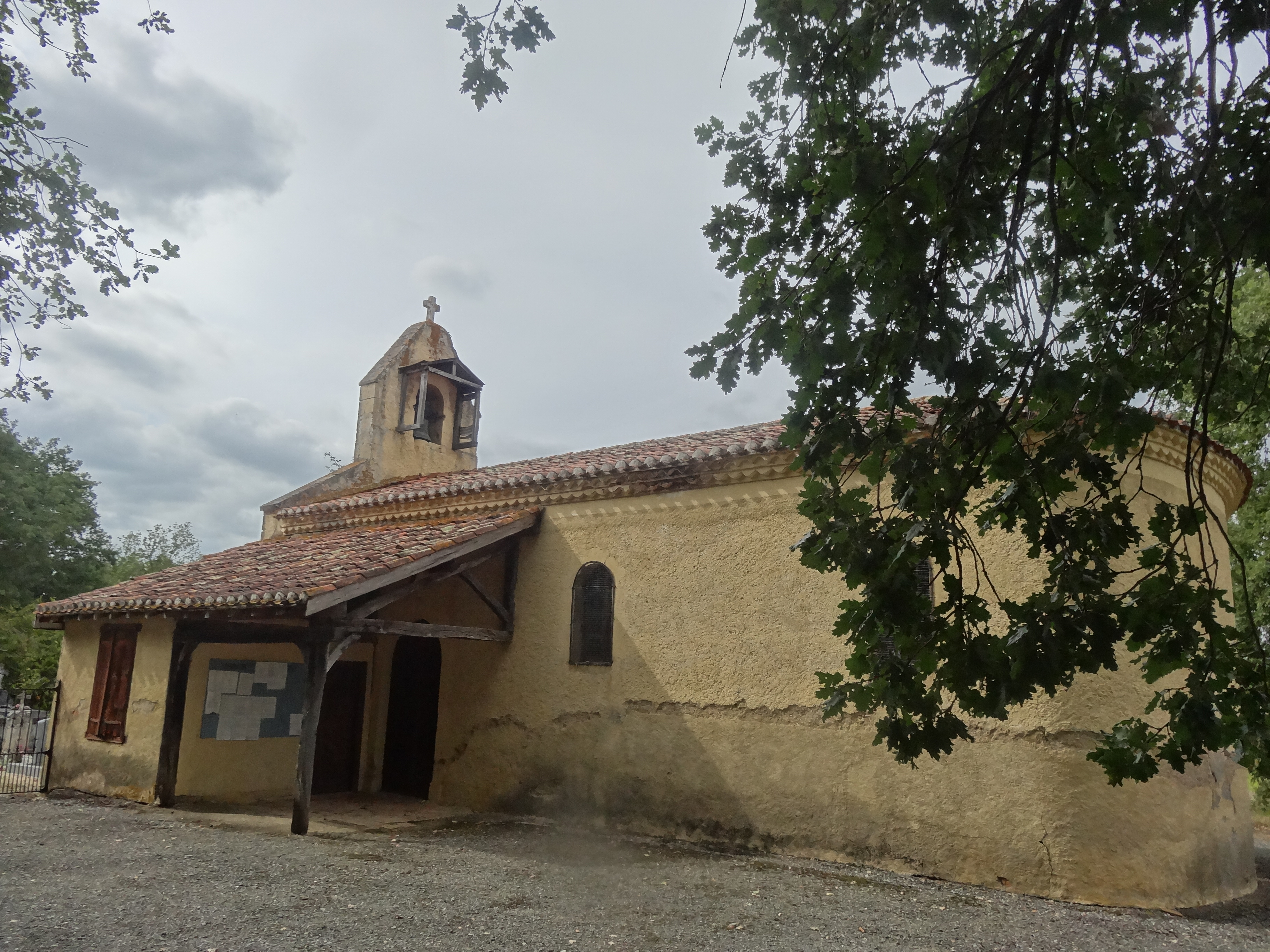
Chapelle de Barbas.

### Personnalités liées à la commune
- Pierre Léglise (1771-1838) : général né et mort à Miélan ;
- Jean Sénac (1872-1943) : homme politique né et mort à Miélan ;
- Marguerite Dilhan (1876-1953) : avocate née à Miélan, première femme à avoir plaidé en cour d'assises ;
- Jean-Paul David (1912-2007) : homme politique né à Miélan ;
- Jean Dours (1913-2004) : haut fonctionnaire et homme politique né et mort à Miélan ;
- Aurore Tillac (1980-) : cheffe du chœur de l'Armée française à la Garde républicaine, élève de l'école de musique.

### Héraldique
| Blason de Miélan | Blason  | D'azur à trois ruches d'or posées et rangées en bande. |
| Blason de Miélan | Détails | Armes parlantes. (ruches et miel) Ils jouent sur l'analogie entre les termes « miel » et « Miélan » et rappellent l'intervention royale motivant la fondation de la ville. Le statut officiel du blason reste à déterminer. |
| Blason de Miélan | Alias   | Un second blason existe figurant, de haut en bas, Miélan en lettres d'imprimerie majuscules noires sur un fond jaune, trois fleurs de lys sur un fond bleu et trois abeilles noires sur un fond blanc.                      |